# The Eras Tour
A The Eras Tour Taylor Swift amerikai énekesnő hatodik önálló koncertturnéja. A „zenei korszakain” keresztüli utazásnak nevezett The Eras Tour Swift összes stúdióalbumát felöleli. A 2018-as Reputation Stadium Tour után ez Swift második, kizárólag stadionokban zajló turnéja, valamint az énekesnő karrierjének eddigi legkiterjedtebb koncertkörútja, amely öt kontinensen 149 fellépést foglal magában. A globális kulturális hatást kiváltó The Eras Tour minden idők legjövedelmezőbb turnéja és az első olyan turné, amelynek bevétele meghaladta az 1 milliárd dollárt.
A Midnights (2022) című tizedik stúdióalbumának megjelenése után bejelentett The Eras Tour 2023. március 17-én kezdődött az egyesült államokbeli Glendale-ben, és 2024. december 8-án ért véget a kanadai Vancouverben. A koncertek több mint három órán át tartottak, a több mint 40 dalból álló számlista 10 különböző felvonásra oszlott, amelyek koncepcionálisan ábrázolták az albumokat. A műsort 2024 májusában átdolgozták, hogy az akkor új, tizenegyedik stúdióalbumát, a The Tortured Poets Departmentet (2024) is beépítsék. A turnén összesen 19 nyitó fellépő szerepelt – koncertenként kettő –, például a Paramore, Phoebe Bridgers, Raye, Sabrina Carpenter, Benson Boone és Gracie Abrams.
A The Eras Tour egyöntetű kritikai elismerést kapott, kiemelve a koncepciót, a produkciót, a változatos arculatot, valamint Swift zeneiségét, énekhangját, karizmáját, kitartását és szórakoztatóművészként való sokoldalúságát. A turné soha nem látott keresletet és jegyeladásokat produkált, ami világszerte fellendítette a gazdaságokat, a vállalkozásokat és a turizmust. Uralta a közösségi médiát és a hírfolyamokat, valamint különböző kormányok és szervezetek tiszteletét és elismerését is kivívta. Ugyanakkor a turné sokféle akadályba is ütközött, többek között jegyértékesítéssel kapcsolatos problémákba, amelyek jegyüzérkedés elleni törvények és árszabályozási intézkedések sorát inspirálták. A Ticketmastert, a turné hivatalos jegyértékesítő partnerét az amerikai hatóságok alaposan átvilágították és beperelték a nem hatékony értékesítés és a koncertiparban fennálló monopóliuma miatt, míg a szingapúri exkluzív turnédátumok diplomáciai feszültségeket okoztak Délkelet-Ázsiában. Rio de Janeiróban a rossz helyszíni menedzsment egy halálos áldozatot követelt, a bécsi koncertek alatt pedig az ISIS tervezett merényletet végrehajtani.
Swift a turné alatt jelentette be és adta ki a következő kiadványait: a Speak Now (Taylor’s Version) és az 1989 (Taylor’s Version) című újra felvett albumait, a Karma és az I Can See You című dalokhoz készült videóklipjeit, a Midnights és a The Tortured Poets Department különböző kiadásait, valamint a Cruel Summer című dalt kislemezként. A Los Angeles-i koncerteket dokumentáló kísérő koncertfilm, a Taylor Swift: The Eras Tour 2023. október 13-án került a mozikba világszerte, egy szokatlan, a nagy filmstúdiókat megkerülő forgalmazási megállapodás keretében. A filmet a kritikusok elismeréssel fogadták, és a történelem legnagyobb bevételt hozó koncertfilmjévé vált. 2024. november 29-én megjelent egy, a turnéról szóló, saját kiadású fotókönyv, és azonnal az év legkelendőbb könyvévé vált; csak az Egyesült Államokban egy hét alatt több mint egymillió példányban kelt el. Az iHeartRadio Music Awards Az évszázad turnéjának nevezte, emellett hat Guinness világrekord szerepel az elismerései közt.

## Háttér

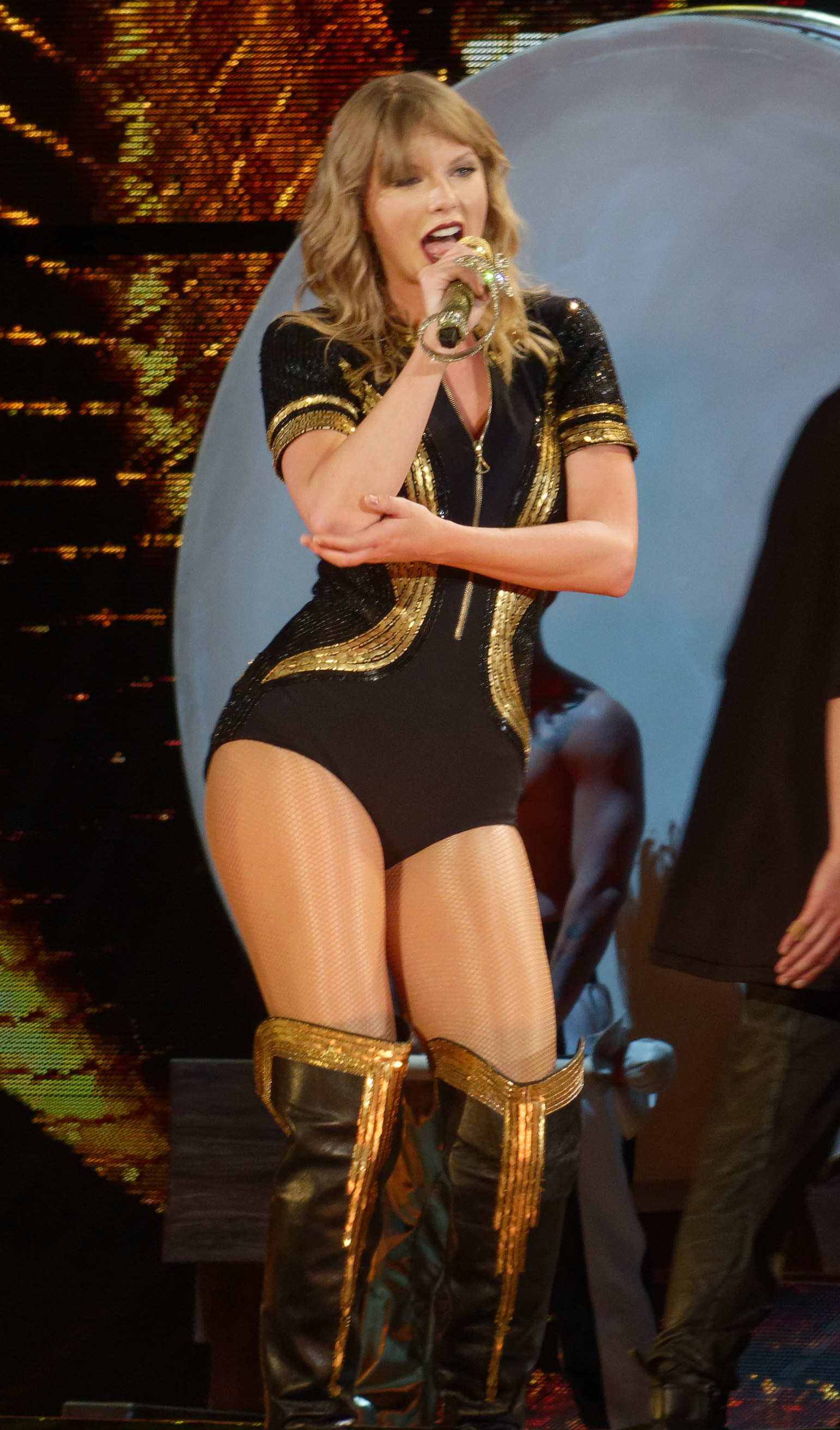
Taylor Swift a Reputation Stadium Touron 2018-ban, amely a legnagyobb bevételt hozó észak-amerikai koncertkörút volt Swift The Eras Tourja előtt

Taylor Swift 2018-ban indult el a Reputation Stadium Tour elnevezésű ötödik koncertkörútjára, a Reputation (2017) című hatodik stúdióalbumának népszerűsítésére. Megdöntötte a történelem legnagyobb bevételt hozó amerikai turnéjának rekordját. A 2020-ban kitört Covid19-járvány miatt Swift kénytelen volt lemondani a hatodik turnéját, a Lover Festet, amely a hetedik stúdióalbumát, a Lover-t (2019) kísérte volna. Az azóta eltelt időben három stúdióalbumot adott ki: Folklore (2020), Evermore (2020) és Midnights (2022); valamint 2021-ben két újra felvett albumot: Fearless (Taylor’s Version) és Red (Taylor’s Version).

### Amerikai koncertdátumok
A Midnights promóciója során 2022 októberében Swift olyan talkshow-kban, mint a The Tonight Show Starring Jimmy Fallon és a The Graham Norton Show utalt egy közelgő turnéra. November 1-jén a Good Morning America című műsorban és a közösségi médián keresztül jelentette be hatodik koncertkörútját, a The Eras Tourt, amelyet úgy jellemzett, mint „egy utazást karrierje zenei korszakain keresztül”. Először 27 koncertet jelentett be 20 amerikai városban 2023 márciustól 2023 augusztusáig. Az előzenekarok a Paramore, a Haim, Phoebe Bridgers, Beabadoobee, Girl in Red, Muna, Gayle, Gracie Abrams és Owenn voltak; és ketten osztoztak a turné egyes időpontjain. A turné szervezője a Messina Touring Group, az Anschutz Entertainment Group (AEG) partnere volt.
A nagy érdeklődésre való tekintettel Swift november 4-én nyolc további koncertet hirdetett meg néhány amerikai városban, majd a következő héten további 17-et, így a The Eras Tour Swift karrierjének legkiterjedtebb amerikai turnéja lett (52 koncert), megelőzve a Reputation Stadium Tourt (38 koncert). A Billboard a turné bejelentését „az évtized legnagyobb felfordulást okozó turnébejelentéseként” jellemezte. A turné leendő partnerei között volt az időközben csődbe ment FTX kriptopénz-váltó cég; a Swifttel 100 millió dolláros szponzori szerződésről is folytak tárgyalások, de nem jött létre. Január 31-én Swift mind a tíz albumának „korszaka” által inspirált turné-merchandise-ok váltak megvásárolhatóvá a weboldalán. Augusztus 3-án Swift bejelentette, hogy 2024 októberében és novemberében egy második amerikai szakaszra is sor kerül három további városban, melynek felvezető előadója Abrams lesz.

### Nemzetközi koncertdátumok
2023. június 2-án Swift bejelentette a The Eras Tour latin-amerikai koncertjeit a nyitó fellépő, Sabrina Carpenterrel együtt. A nagy kereslet miatt június 6-án, órákkal a jegyértékesítés megkezdése után bejelentettek egy harmadik Buenos Aires-i koncertet. Június 12-én további koncerteket jelentettek be Mexikóvárosban, Rio de Janeiróban és São Paulóban. Az ázsiai, ausztráliai és európai koncerteket június 20-án jelentették be.
Több politikus és kormánytisztviselő kérte, hogy a turnét hozzák el az országukba vagy városukba. Olyan helyek, mint Kanada és Chile kimaradtak Swift június 20-i bejelentéséből, ami a rajongók és a hivatalos szervek megdöbbenését és követeléseit váltotta ki. Délkelet-Ázsia szerte a rajongók sajnálták, hogy nem hirdettek meg koncerteket olyan országokban, mint a Fülöp-szigetek, Malajzia és Thaiföld, és követelték, hogy a turnét hozzák el oda. Különösen a Fülöp-szigetekre való visszatérését várták nagyon. Néhány újságíró és rajongó úgy vélte, hogy Japán és Szingapúr – a The Eras Tour egyetlen ázsiai országai – helyszíneivel ellentétben a hongkongi, fülöp-szigeteki és thaiföldi helyszínek nem rendelkeznek a turné megrendezéséhez szükséges infrastruktúrával. Ráadásul Hongkong és a kontinentális Kína a Covid19-járványt követően sokkal később nyitotta meg újra kapuit a külföldiek előtt, mint a legtöbb más hely, ami befolyásolhatta az utazási terveket – olvasható a South China Morning Postban. Malajziában az LMBT-jogokkal szembeni jogi ellenállás és a popkoncertek ramadán alatti tilalma szerepelt lehetséges okként.
A turné 2023 júniusától augusztusáig újabb előadásokkal bővült. A szingapúri koncertek számát hatra emelték; Európában nyolc koncertet adtak hozzá; Ausztráliában két extra koncertet jelentettek be; később további 14 európai koncertet adtak hozzá, ahol a Paramore-t jelentették be előzenekarként; és végül kilenc koncertet jelentettek be a kanadai Torontóban és Vancouverben, ahol Gracie Abrams lesz a felvezető előadó. Madridban a nagy érdeklődésre való tekintettel a La Liga jóváhagyta a Real Madrid labdarúgóklub kérelmét, hogy 2024. május 26-ról május 25-re hozzanak előre egy mérkőzést, hogy helyet adjanak egy második Eras Tour-koncertnek a Santiago Bernabéu Stadionban május 29-én.

## Jegyértékesítés
A The Eras Tour jegyértékesítését világszerte különböző jegyértékesítő ügynökségek, például a Ticketmaster bonyolította le. Soha nem látott, rekordot döntő kereslet volt, a jegyek minden helyszínen órák alatt elfogytak. Az értékesítés számos országban technikai zavarokkal küzdött; számos helyszínről jelentették, hogy a jegyeket tömegesen vásárolták a jegyüzérek és számítógépes botok, ami azt eredményezte, hogy később a viszonteladói platformokon többszörös áron kínálták. A StubHub megjegyezte, hogy a The Eras Tour jegyeladásai „az eddigi legkelendőbbek az általuk látott előadók közül”.

### Egyesült Államok és Kanada
Az első amerikai szakasz általános jegyértékesítése 2022. november 18-án kezdődött volna. Swift és a Capital One többéves együttműködésének köszönhetően a kártyatulajdonosok elővásárlási hozzáféréssel rendelkeztek, melyet november 15-től terveztek megnyitni. A rajongók november 1. és 9. között regisztráltak a Ticketmaster Verified Fan programjába, hogy kapjanak egy elővásárlási kódot, amely exkluzív hozzáférést biztosított a november 15-i TaylorSwiftTix előértékesítéshez; azok, akik Swift weboldaláról vásároltak árucikkeket, „boost”-ot kaptak, és a korábbi Lover Fest jegytulajdonosok is előnyben részesültek az előértékesítéshez, ha ugyanazzal a Ticketmaster-fiókkal regisztráltak. Swift előzetesen megerősítette a jegyárakat, felhagyva a „platina jegy” modellel; ezek 49 és 449 dollár között mozogtak, míg a VIP csomagok 199 és 899 dollár között. A Ticketmaster szerint a TaylorSwiftTix előértékesítés „a legjobb lehetőséget biztosította arra, hogy több jegy kerüljön a rajongók kezébe, akik részt akarnak venni a koncerten”, elkerülve a botokat és a jegyüzéreket. Azt is megjegyezte, hogy ha a kereslet „meghaladja a kínálatot”, lehetséges, hogy „az igazolt rajongók véletlenszerűen kiválasztásra kerülnek az elővételes értékesítésben való részvételre”. Később arról számoltak be, hogy rekordszámú, 3,5 millió hitelesített rajongói regisztráció érkezett a The Eras Tourra. A második szakasz augusztus 11-i elővásárlását megelőzően a Ticketmaster becslése szerint 14 millió felhasználó versengett a nagyjából 625 000 jegyért.
A Ticketmaster kezelte a kanadai eladásokat is, a Verified Fan program segítségével. A Royal Bank of Canada Avion Rewards programjának tagjai exkluzív hozzáférést kaptak egy külön elővételi lehetőséghez. Becslések szerint 31 millió ember regisztrált a Verified Fan elővételre, ami Kanada lakosságának több mint 77 százalékát jelenti.

### Latin-Amerika
A latin-amerikai jegyeket 2023. június elején kezdték el árusítani. A Banco Patagonia argentin ügyfelei június 5-én kaptak elővásárlási hozzáférést; a jelentések szerint mintegy egymillió ügyfél állt sorba a Buenos Aires-i elővételben kapható 24 000 jegyért, és több mint hárommillióan álltak sorba az általános értékesítés során. A DF Entertainment szolgált Swift turnépromóciós partnereként Argentínában; Diego Finkelstein vezérigazgató „példátlannak” nevezte a keresletet, ami alapján a Perfil úgy vélekedett, hogy Swift 36-szor is meg tudná tölteni a stadiont, ha akarná. A koncert napján több mint 1 millió felhasználó próbált last-minute jegyet szerezni.
Brazíliában a Lover Fest korábbi jegytulajdonosai és a C6 Bank Mastercard tulajdonosai június 6-án, illetve 10-én jutottak hozzá az elővételes jegyekhez. A koncertek június 2-i bejelentése után az emberek azonnal az Allianz Parque előtt táboroztak, hogy fizikai jegyeket vásároljanak a São Paulo-i koncertekre, amelyeket a nagyközönség számára csak június 12-én kezdtek el árusítani. A Mastercard elővételes jegyek 30 perc alatt elfogytak, több mint egymillió vásárló állt sorba. Június 12-én több mint kétmillió felhasználó állt sorba az általános online értékesítésre. Mexikóban a jegyek elővételes értékesítését a Ticketmaster Verified Fan programja végezte; a regisztráció június 2. és június 7. között zajlott, majd ezt követte az általános értékesítés.

### Ázsia-Óceánia
A jegyeket Japánban a Lawson a Loppi jegyrendszerével értékesítette. Más országokkal ellentétben a japán jegyeket csak sorsjegy formájában árulták. Az előértékesítés az American Express kártyatulajdonosok számára 2023. június 23-tól 26-ig, a Lawson számára pedig június 27-től július 10-ig zajlott. A nagy kereslet miatt a Lawson meghirdette a második sorsolásos előértékesítést, amely július 28-tól augusztus 3-ig tartott. 2023. augusztus 22-én került sor az általános értékesítésre, a jegyek azonnal elkeltek.
Ausztráliában csak a Ticketek-en keresztül lehetett jegyet vásárolni. A Guardian Australia beszámolója szerint az ausztrál szakaszra is példátlan kereslet érkezett. 12 órán belül több mint egymillióan jelentkeztek elővásárlási kódokra. Az American Express kártyabirtokosok június 26. és 28. között vásároltak VIP-csomagokat; a weboldal fél órán belül összeomlott, és az összes csomag június 26-án elfogyott. A Choice ausztrál fogyasztóvédelmi szervezet által kiemelt jegyüzérkedés után Victoria állam kormánya „jelentős eseménynek” nyilvánította a melbourne-i The Eras Tour-állomást, ami Victoria államban a csalások és a megtévesztő reklámok büntetésére vonatkozó jogi rendelkezést jelentette. Mivel Új-Dél-Walesben már korábban is illegális volt a jegyek továbbértékesítése az eredeti ár több mint 10%-ával magasabb áron, a kormány a beszámolók után a Viagogo jegyértékesítő platformot is vizsgálta. Június 28-án a Frontier Touring Company-nál regisztráltak hozzáférést kaptak az elővételes értékesítéshez, amelyre több mint négymillió felhasználó állt sorba, ami országos rekordot jelentett; a jegyek három órán belül elfogytak. A Ticketek közölte, hogy több mint 500 millió bot vásárlási kísérletet semlegesített az elővétel során. A nyilvános árusítás június 30-án kezdődött, a jegyek még aznap elfogytak. A november 10-i második értékesítésre Sydneyben két órán belül, Melbourne-ben pedig egy órán belül elfogytak a jegyek. A harmadik körös árusítás korlátozott számú jegyre, beleértve a korlátozott kilátással rendelkező helyeket is, 2024. február 13-án zajlott.
A szingapúri koncertek esetében a szingapúri, malajziai, thaiföldi, indonéziai és vietnami United Overseas Bank (UOB) kártyatulajdonosok 2023. július 5-én kaptak elővásárlási hozzáférést, és több mint egymillió felhasználó állt a virtuális sorban. A The Straits Times arról számolt be, hogy Swift rajongói Szingapúrban és más jogosult délkelet-ázsiai országokban „kapkodni” kezdtek, hogy regisztráljanak a UOB kártyákra. Mintegy 22 millió felhasználó regisztrált, hogy hozzáférjen a 330 000 elérhető jegyhez a július 7-i általános értékesítés során, amely mind virtuálisan, mind a szingapúri postahivatalokon keresztül zajlott; a jegyek a weboldal összeomlása ellenére azonnal elfogytak. A Klook, a szingapúri szakasz hivatalos élménypartnere a jegyekkel együtt utazási csomagokat is árult, amelyeket több tucat Fülöp-szigeteki rajongó vásárolt meg, és azonnal el is fogytak. A Marina Bay Sands szállodai tartózkodással és egyéb élményekkel összekapcsolt jegyeket árult.

### Európa
A lisszaboni koncerteket 2023. július 12-én és 27-én kezdték el árusítani a See Tickets-en keresztül, a regisztrált felhasználóknak átruházható belépőkódokat küldtek, amelyek kódonként négy jegyre korlátozódtak. Mindkét előadásra 2,5 órán belül elfogytak a standard jegyek. Németországban hárommillióan álltak sorba a jegyekért, a varsói koncertekre pedig 600 ezren regisztráltak. A három bécsi koncertre az első néhány órában mind a 170 000 jegy elkelt, ami az eddigi legnagyobb és leggyorsabb jegyeladást jelenti Ausztriában. Mind a 95 000 zürichi jegy 30 perc alatt elfogyott. Olaszországban a D’Alessandro & Galli olasz szervezők szerint kétmillióan próbáltak jegyet váltani a két milánói koncertre.
Franciaországban a TF1 az eddigi legnagyobb elővásárlási keresletről számolt be. Angelo Gopee, a Live Nation France vezetője kijelentette: „a kereslet akkora, hogy sokan virtuálisan sorban állnak, csak hogy feliratkozhassanak a levelezőlistára, amely potenciálisan hozzáférést biztosít a jegypénztárhoz. Emlékeink szerint ilyet még soha nem láttunk Franciaországban”. A párizsi elővásárlást 2023. június 11-én nyitották meg, és több mint egymillió felhasználó állt sorba. A Ticketmaster egy órán belül felfüggesztette mind a párizsi, mind a lyoni elővásárlást, miután bejelentkezési hibákról érkeztek jelentések. Az elővásárlásokat július 17. és 21. közöttre ütemezték át. A hat franciaországi koncertre több mint 250 000 jegyet adtak el, és az AEG France vezetője, Arnaud Meersseman úgy becsülte, hogy a hatalmas kereslet miatt Swift akár tizenkét koncertet is adhatott volna. Az RMC szerint a párizsi La Défense Arena négy koncertjének befogadóképességét is megnövelték 41 500-ról 45 000-re; ez azt jelenti, hogy Swift csak Párizsban 180 000 néző előtt lép fel.
A Ticketmaster és az AXS kezelte az Egyesült Királyság jegyértékesítését. Azok, akik korábban előrendelték a Midnights-ot, július 10. és 12. között hozzáférhettek az előértékesítéshez. A londoni Wembley Stadion illetékesei „példátlannak” nevezték a jegyek iránti keresletet, és megjegyezték, hogy a várakozási idő „a szokásosnál hosszabb”. A cardiffi Principality Stadionba szóló jegyek elővételben július 14-én keltek el. A Forbes a weboldal meghibásodásán kívül arról is beszámolt, hogy a turné brit jegyeit szinte azonnal továbbértékesítették olyan oldalakon, mint a StubHub és a Viagogo, méghozzá rendkívül magas áron. A Viagogo azt válaszolta, hogy a turné európai szakasza iránt akkora a kereslet, amit a cég „a The Beatles óta nem látott”. Az Egyesült Királyságban az általános jegyértékesítés július 17. és 19. között zajlott. Skóciában Edinburgh városának vezetése engedélyt adott a szervezőknek arra, hogy a Murrayfield Stadion befogadóképességét 67 130-ról 72 990-re növeljék Swift három koncertjére. Írországban mintegy 500 000 ember regisztrált a dublini koncertekre. Az Egyesült Királyságban történő értékesítés során a weboldal összeomlása miatt a Ticketmaster a 2023. július 20-i dublini koncertre lépcsőzetes értékesítési időpontokat hirdetett; a jegyek percek alatt elfogytak. Az Irish Times kiemelte, hogy az Egyesült Királysággal ellentétben „a jegyek névérték feletti továbbértékesítésének gyakorlata 2021 óta illegális Írországban”, így visszaélésről nem érkezett jelentés.

## Gyártás
A The Eras Tourt Swift saját produkciós cége, a Taylor Swift Touring gyártotta. A vállalat mintegy 90 teherautót bérelt a színpadelemek, jelmezek és egyéb felszerelések szállítására. A turné kreatív igazgatója Ethan Tobman kanadai díszlettervező volt. A Wall Street Journal beszámolója szerint a turné a 21. század egyik legdrágább és „technikailag legambiciózusabb” produkciója. Az Architectural Digest belsőépítészeti magazin a Swift „legambiciózusabb” díszlettervének nevezte a turnét, és dicsérte a világteremtését.

### Színpad és fénytechnika
A The Eras Tour színpadképe hatalmas, digitális kijelzőkből áll. Három különálló színpadból áll, amelyeket egy széles rámpa köt össze: egy főszínpad egy óriási, ívelt szélesvásznú képernyővel; egy rombusz alakú középső színpad; és egy téglalap alakú színpad, amely a rámpával együtt T-alakot alkot a nézőtér közepén. A színpadokon a műsor során különböző látványelemek és effektek láthatók. A turné koncepciójának középpontjában a világalkotás áll, amely Swift albumainak különböző hangulatát és esztétikáját közvetítő, változatos kellékekkel és előadói stílusokkal egészül ki.
A színpad „aktív” hidraulikus platformmal van felszerelve, a fő- és a középső színpadon mozgó blokkokkal, amelyek középről felemelkedve különböző formájú platformokat alkotnak. A turné „masszív” produkcióját erősen inspirálta a Broadway színház. 4D kognitív élményként írták le, pirotechnikával, lézerfényekkel, füstgépekkel, tűzágyúkkal, beltéri tűzijátékkal, PixMob LED-karkötőkkel, és képvetítési technológiával, mint például architekturális vetítés.

### Zene és előadásmód
A The Eras Tour Swift 17 éves pályafutását felölelő diszkográfiája előtt tisztelegve a 10 stúdióalbumának minden zenei stílusát lefedi, a country és a pop műfajoktól kezdve a folkon át az alternatív rockig. Egyes médiumok a The Eras Tourt a még mindig a kereskedelmi fénykorában lévő énekesnő „Greatest hits”-turnéjának nevezték. A dallista némileg nagyobb hangsúlyt fektetett azokra az albumokra, amelyekkel Swift korábban nem turnézott; több számot is ezen a turnén adott elő élőben először. Alexis Petridis zenei újságíró szerint a The Eras Tour zeneileg eklektikus produkció, amely „dubstep ihlette, sötét árnyalatú popból; csipkelődő folkból; hatalmas refrénekkel teli himnuszokból és akusztikus gitárral előadott dalokból áll, amelyek bemutatják nashville-i földhözragadtságát”.
A csapatban 15 háttértáncos szerepelt Mandy Moore koreográfiájával. Mögöttük Swift hat hangszeresből álló élő zenekara, akik 2007 óta turnéznak vele, és négy női háttérénekes. Moore-t Swift barátnője, Emma Stone amerikai színésznő ajánlotta, akivel a Kaliforniai álom (2016) című zenés filmben dolgozott együtt. Hogy fizikailag is felkészüljön a turnéra, Swift egy egyedi edzésprogramot kapott, melyet Kirk Myers személyi edző készített számára. Swift naponta elénekelte a teljes setlistet, miközben futópadon futott, három hónapig táncolt az első koncert előtt, és mellőzte az alkoholfogyasztást.

### Divat
Swift ruhatára széles körű médiafigyelem tárgya volt. Az ő és a táncosok jelmezei, valamint a mikrofonok és gitárok a 10 albuma előtt tisztelegtek. Korábbi fellépések, videóklipek és nyilvános megjelenések ihlették őket, és az volt a céljuk, hogy igazodjanak annak a korszaknak az átfogó témáihoz és palettájához, amelyre Swift egy-egy felvonásban utalt, bemutatva a különböző hangzásbeli és vizuális stílusokat, amelyeket a karrierje során magáévá tett. A kristályok azonban egységesítő divatelemként szolgáltak; minden fellépő jelmezét ezek díszítették.
A ruhákat és kiegészítőket többnyire olyan divatházak készítették, amelyekkel Swift már korábban is dolgozott, mint például az Atelier Versace, Roberto Cavalli, Etro, Nicole + Felicia Couture, Zuhair Murad, Elie Saab, Ashish, Alberta Ferretti, Jessica Jones és Oscar de la Renta. Swift egyes ruhák variációit viselte a különböző fellépéseken, általában Christian Louboutin cipővel párosítva. Swift fekete kalapját a 22-ből Gladys Tamez tervezte. Fausto Puglisi, a Roberto Cavalli tervezője kijelentette, hogy a ruhák testreszabása során „kézműves megközelítést alkalmazott”, és azt állította, hogy „mindennek szemet gyönyörködtetőnek kell lennie”, amikor koncertekre tervez. Swarovski kristályokat épített be a Fearless, 1989 és Reputation felvonások során Swift által viselt jelmezekbe, amelyek elkészítéséhez több mint 170 órányi aprólékos „kézimunkára volt szükség, amelyet képzett kézművesek végeztek”. A flitteres tüllbáli ruha, amelyet Murad a Speak Now felvonáshoz tervezett, „több mint 350 óra műtermi kézimunkát” igényelt. Ferretti a Folklore-éra ruháihoz sifont és mikrogyöngyöket használt, míg a Midnights alatt Oscar de la Renta rojtos bodykosztümjét több mint 5300 gyöngy és kristály díszítette.
A StyleCaster a The Eras Tour ruhatárát Swift legjobb turnéra készült divatkollekciójának tartotta. A The New York Times vezető divatkritikusa, Vanessa Friedman a The Eras Tourt a puszta élő zenén túlmutató divatbemutatónak tekintette, és Swift „mesés”, de céltudatos ruhaválasztását dicsérte, amiért magasra tette a lécet más előadók jövőbeli koncertjei előtt.

## Koncert-összefoglalás
Egy Eras Tour-koncert több mint három óra és 15 perc hosszú, ami a leghosszabb Swift karrierje során. A koncert 44–46 dalból áll, 10 felvonásba csoportosítva, amelyek diszkográfiájának minden egyes „zenei korszakát” képviselik. Minden egyes felvonást sajátos színséma jellemez, míg a felvonások közötti átmenetet a képernyőn megjelenő vizuális bejátszások és a jelmezváltások segítik, minimális szünetekkel. Swift a show alatt végig beszél a közönséghez.
Swift Ice Spice In Ha Mood és Lady Gaga Applause című számát használja belépő dalként.

### 2023 március – 2024 március
A műsor a Lover felvonással kezdődik. A képernyőn megjelenő óra visszaszámlál, miközben Dusty Springfield You Don’t Own Me (1964) című száma szól. A pasztellszínű, legyezőszerű anyaggal körülvett Swift a színpad közepén bodysuitban és csizmában emelkedik fel a színpadra. A műsort a Miss Americana & the Heartbreak Prince refrénjével nyitja, amely a Cruel Summerbe vezet. Swift táncosok kíséretében, flitteres blézerben adja elő a The Man és a You Need to Calm Down című dalokat egy irodai fülkékre emlékeztető díszleten keresztül. Ezután a Lover című videóklipből ismert babaházzal a képernyőn mondja el a köszönőbeszédet, amely a különböző albumkorszakokat ábrázolja. A Lovert gitáron játssza, majd a The Archer visszafogott előadása következik, egyedül a kifutón. A második felvonás, a Fearless úgy kezdődik, hogy a képernyőn aranyszínű elektromos szikrák záporoznak. Swift újra megjelenik a korai stílusára jellemző fémes rojtos ruhában és countrycsizmában. A Fearless-t a főszínpadon, a You Belong with Me-t a középszínpadon, a Love Story-t pedig a T-színpadon adja elő, mindezt zenekara mellett.
A harmadik felvonás, az Evermore erdei stílust követ. Swift egy hosszú ruhában kezdi a ’Tis the Damn Season éneklését, majd egy sötét téma következik, amely Willow-hoz vezet egy „boszorkányos” szeánszon; sötétzöld köpenyt visel, és világító narancssárga gömböket tartó táncosokkal lép fel. A Marjorie-val, majd a Champagne Problems-zel folytatja egy tölgyfa alatt, mohával borított zongorán, majd a Tolerate It-tel zárja a felvonást egy, az Aranypolgár (1941) című filmre emlékeztető vacsoraasztalnál. Kígyós látványvilággal és sötétedő fényekkel kezdődik a Reputation szakasz. Swift egy fekete-piros aszimmetrikus, kígyómotívumokkal díszített catsuitban jelenik meg újra, a női táncosok fekete-sötétvörös gótikus trikót viselnek. A ...Ready for It?, a Delicate és a Don’t Blame Me nagy energiájú előadását fénycsóvákkal körülvéve, egy emelvényen adja elő. Áttér a Look What You Made Me Do-ra, amelyben a képernyőn megjelenik egy minden korszakából származó, üvegdobozokba zárt Swift, valamint Swift néhány régebbi megjelenésébe öltözött táncos. A felvonás azzal zárul, hogy a kígyó elkúszik a képernyőn.

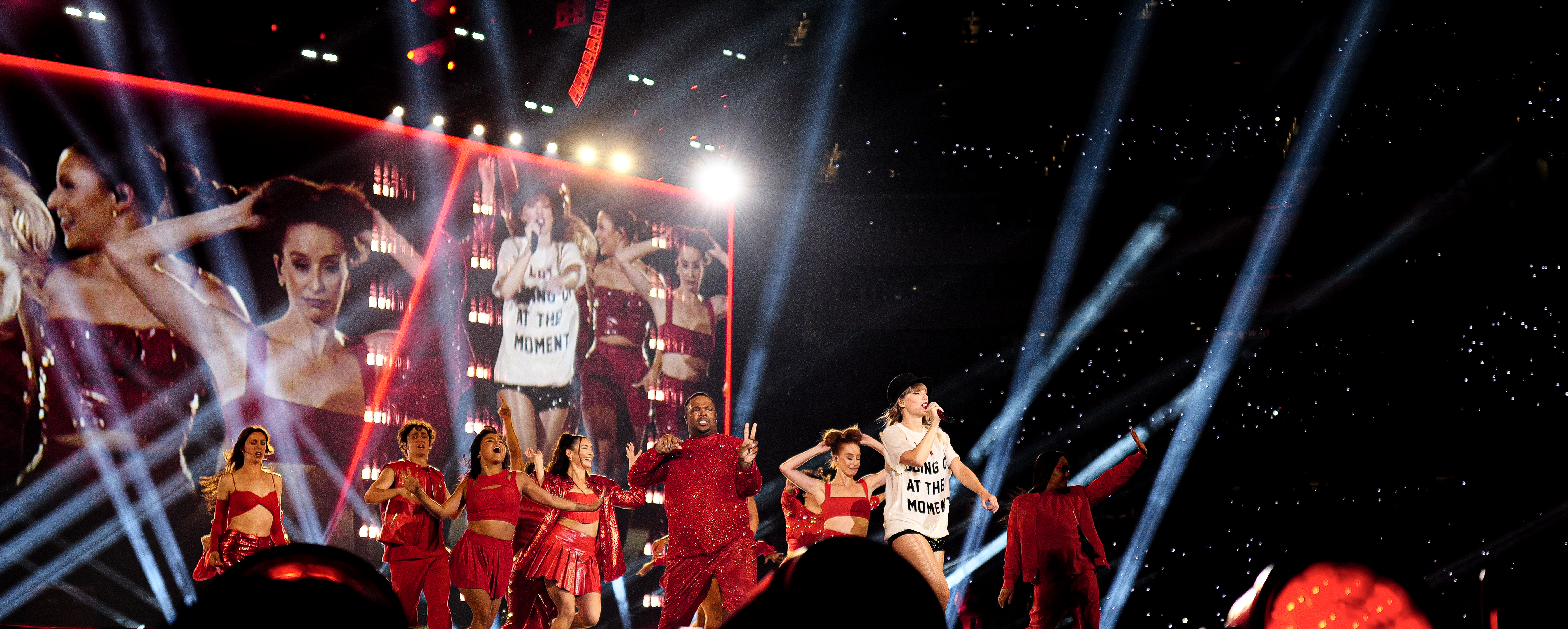
A Red című felvonásban Swift egy fekete kalapot visel, amelyet a 22 című dal előadása közben egy rajongónak ajándékoz a közönség soraiból.

Az ötödik felvonás, a Speak Now egy lila fényekből álló absztrakt mozaikkal kezdődik a színpadon. Swift báli ruhában sétál be a képernyőről, és előadja az Enchantedet; 2023. július 7. után a Long Live-t is előadta zenekarával. A színösszeállítás a következő felvonáshoz, a Red-hez igazodik; egy táncos kinyit egy dobozt, amely a Red, az Everything Has Changed vagy a Holy Ground és a State of Grace részleteit játssza le. Léggömbök tűnnek fel, és Swift a 22 című számot adja elő a dal klipjében látható pólót és fekete kalapot viselve. A dal vége felé köszönti a közönségből előre kiválasztott rajongót, és átadja neki a kalapot. Swift a We Are Never Ever Getting Back Together és az I Knew You Were Trouble című dalokat énekli férfi táncosok mellett, piros-fekete ruhában. Ezután egy vörös-fekete kabátot vesz fel, és az All Too Well (10 Minute Version) című dalt adja elő gitáron, a zenekar támogatásával. A felvonás mesterséges hóeséssel zárul.

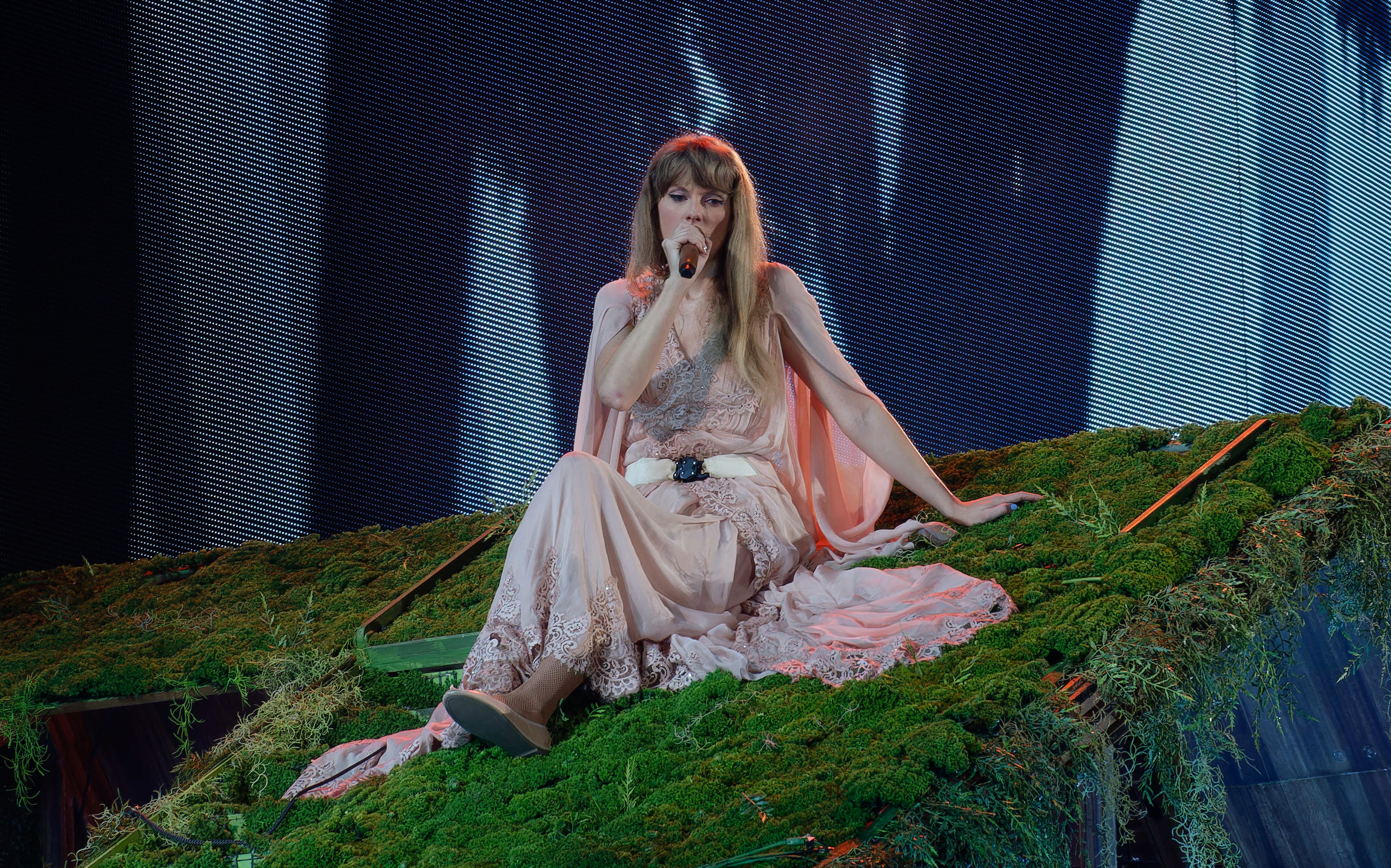
Swift egy fodros Alberta Ferretti-ruhában jelent meg a Folklore szakaszban, amely illik az album cottagecore stílusához.

 A vidéki házak stílusa uralja a hetedik felvonást, a Folklore-t, amelyet a Seven vezet be. A színpadon egy belül lépcsős szerkezetű házikó jelenik meg, Swift a ház tetején adja elő az Invisible String-et vagy a The 1-t, a Betty-t a zenekarával, és az The Last Great American Dynasty-t korhű ruhákba öltözött táncosokkal. Ezután az August-ot énekli, amely átmegy a rockos Illicit Affairs bridge-jébe, majd a My Tears Ricochet következik egy gyászmenetre emlékeztető koreográfiával. Swift visszatér a kunyhóba, hogy előadja a Cardigan című számot, és szentjánosbogarakkal fejezi be azt, miközben a kunyhó távolodik.
1989, a nyolcadik felvonásban, a képernyő egy neonfényes városi égboltot mutat. Swift egy crop topban és szoknyában énekli a Style című számot. A színpad közepére érve a fekete-fehér ruhába öltözött táncosok neonbiciklin tekernek a Blank Space című számban, és kék golfütőkkel törnek össze egy animált Shelby Cobra autót. Ezt követi a Shake It Off, amelyet robusztus táncbuliként ad elő; a Wildest Dreams, amelyet egy ágyban fekvő pár klipjei kísérnek; és a Bad Blood, amelyet intenzív pirotechnika kísér. Ezt követi az akusztikus szett, ahol Swift két meglepetésdalt ad elő gitáron és zongorán. Egy optikai illúzióban egy víztömeg alakul ki a zongora körül, és beborítja a színpadot; Swift ezután beugrik a színpad alá, és úgy tűnik, mintha a víz alatt úszna a kifutó mentén a nagyszínpad felé.
Az utolsó felvonás, a Midnights azzal kezdődik, hogy az illúzió hulláma a képernyőre csapódik; Swift felébred egy ágyból, és egy létrán felmászik egy felhőbe. Az alsó képernyő kettéválik, és a táncosok felhőket hordanak ki, miközben Swift lila műszőrme kabátban, csillogó túlméretezett ingben és sötétkék csizmában újra felbukkan, hogy elénekelje a Lavender Haze-t. Leveszi a kabátot, és előadja az Anti-Hero című számot egy olyan videó mellett, amelyen egy várost terrorizáló lényként látható. A táncosok esernyőkkel lépnek fel, miközben Swift a Midnight Rain-t énekli, és a színpadon átöltözik, és egy strasszokkal díszített éjkék bodysuitban jelenik meg. Ezután a Vigilante Shit-re koreografált „széktáncot” ad elő, amelyet a „fülledt” burleszk és az 1975-ös Chicago című musical ihletett. Swift a Bejeweled című számmal folytatja, amelynek mozdulatait a dal TikTok tánca ihlette, ezután következik a Mastermind, amelyben az egész táncos csapat fekete köpenyt visel. A Karma az utolsó szám, Swift és a táncosok flitteres kabátokban, tűzijátékkal, színes látványvilággal és konfettivel zárják a showt.

### 2024 május – december

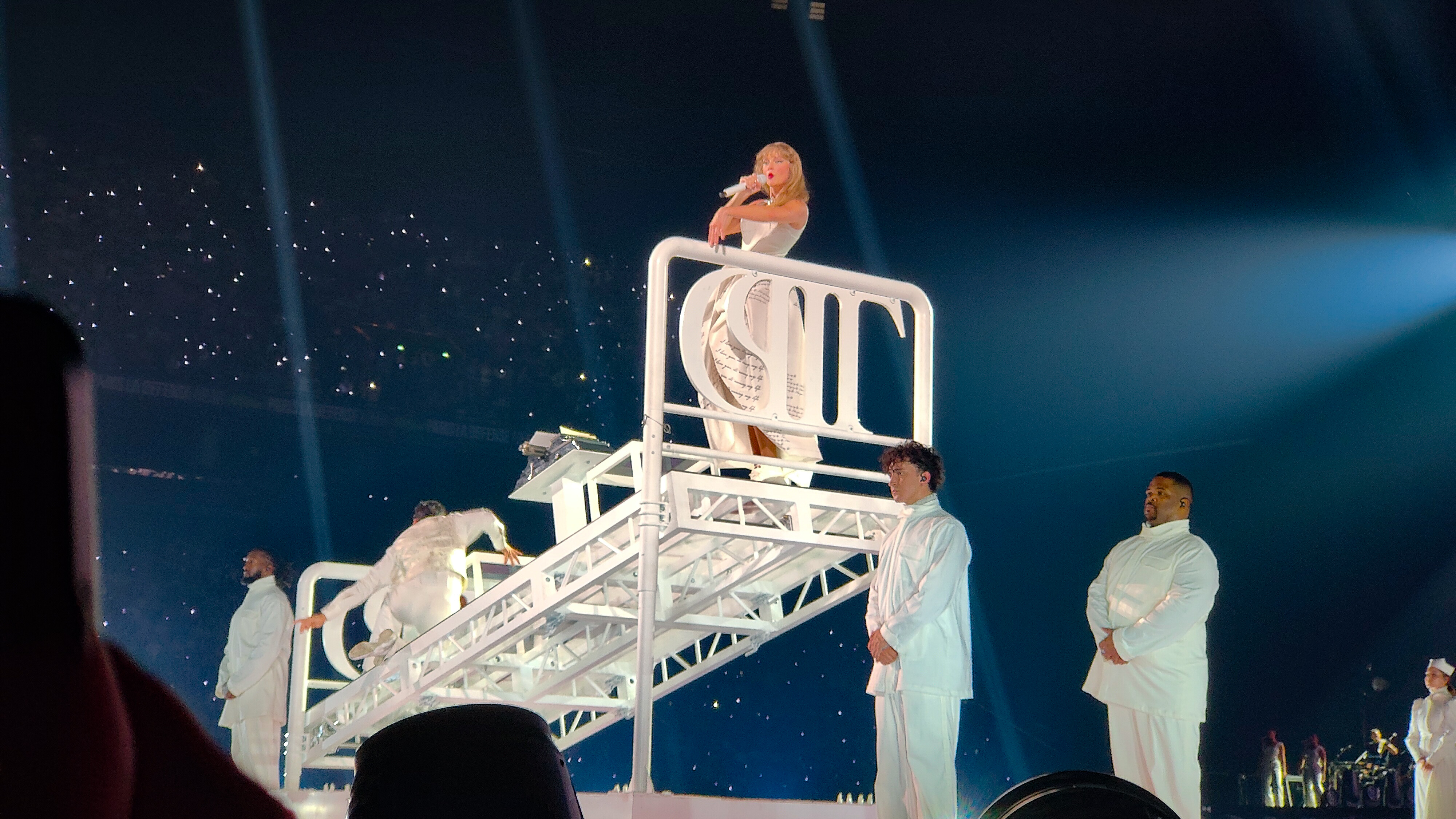
Swift a Fortnight című számot adja elő a The Tortured Poets Department felvonásban egy, az album logójával díszített ágyon

2024 májusától Swift átalakította a setlistet, hogy újonnan megjelent albumáról, a The Tortured Poets Departmentről is tartalmazzon dalokat. Hat dal került le a dallistáról: The Archer, Long Live, The 1, The Last Great American Dynasty, ’Tis the Damn Season és a Tolerate It. A Speak Now és a Red felvonásokat negyedik és harmadik felvonásként hozták előre, a Folklore és az Evermore felvonásokat pedig egybeolvasztották. A The Tortured Poets Departmentet bemutató felvonást az 1989 után adták hozzá, és megelőzte az akusztikus szettet.
A The Tortured Poets Department túlnyomórészt fekete-fehér grafikával rendelkezik. Úgy kezdődik, hogy a képernyőn papírdarabok mellett égből lebegő bútordarabok jelennek meg, majd a képernyő egy elhagyatott úttá alakul át, és a bútordarabok a padlóra zuhannak. Swift egy fehér fűzős ruhában jelenik meg a színpadon, és az outro alatt elénekli a But Daddy I Love Himet és részleteket a So High Schoolból. A Who’s Afraid of Little Old Me és a Down Bad című dalokat egy mozgó üveglapos tömbön adja elő, miközben a képernyőn egy UFO képei jelennek meg, amely megpróbálja elrabolni Swiftet. A Fortnight előadásához a színpadon egy „TTPD” feliratú ágy és ápolónőnek öltözött táncosok láthatók. Swift egy írógépen ülve énekli a dalt, szemben egy táncossal. A The Smallest Man Who Ever Lived című számmal folytatja, amihez dzsekit vesz fel, miközben táncosok követik őt dobokkal. A felvonás egy jazz-zenével kísért néma szkeccsel zárul, amely az I Can Do It with a Broken Heart előadásához vezet.

## A kritikusok értékelései
„Swift stadionkoncertjeit könnyű összehasonlítani a Broadwayn látottakkal – ez még soha nem volt annyira igaz, mint a The Eras Tour esetében. A setlist felvonásokra van felosztva, Swift tíz stúdióalbumának mindegyikének korszakai szerint csoportosítva. Minden egyes korszak/felvonás esetében Swift teljes mértékben az adott album kinézetét, hangulatát, jelmezét, színvilágát és sok minden mást is figyelembe vett.”

– David Waiss Aramesh (Rolling Stone)

A turné kiváló kritikákat kapott a zenei és szórakoztatóipari kritikusoktól, akik dicsérték a turné magas színvonalú látványát és „kifinomult művészetét”. A Billboard úgy jellemezte az Eras Tourt, mint „az év kihagyhatatlan kasszasikerét”. Neil McCormick a The Daily Telegraph-tól, Keiran Southern a The Times-tól, Adrian Horton a The Guardian-tól, Kelsey Barnes a The Independent-től, Ilana Kaplan az i-től és Erica Campbell az NME-től egyaránt ötcsillagosra értékelte az Eras Tourt. McCormick „az egyik legambiciózusabb, leglátványosabb és legelbűvölőbb stadionos popshow-nak nevezte a műsort, amit valaha láttunk”, dicsérve Swift zeneiségét, énekét és energiáját. Southern úgy nyilatkozott az Eras Tourról, hogy „egy popzseni a csúcson”. Horton dicsérte az „elsöprő” zeneválasztást, a koncepciót, az „extravagáns” színpadképet, valamint Swift szívósságát és énekhangját. Barnes megjegyezte, hogy a turné „karrierjét meghatározó látványosság”, amelynek felvonásai Swift művészetének változásait jelzik, míg Kaplan a „páratlan” showművészetet, a „pikánsabb” koreográfiát, a camp stílusokat és a „zökkenőmentes” átmenetet a felvonások között dicsérte. Campbell dicsérte a show történetmesélő aspektusát, amely mind a 10 felvonást összeköti, és amelyet a színpadi rendezés, a filmes hangulat és a divat tovább erősít.
Az előadás zenei, vizuális és előadóművészeti sokoldalúsága gyakran dicsérő pontként szerepelt a kritikákban. Rebecca Lewis és Carson Mlnarik, a Hello! és az MTV újságírói Swift színpadi jelenlétét és művészete iránti elkötelezettségét méltatták; Lewis úgy jellemezte Swift alteregóit a turné során, hogy „a country kisasszonyból pophercegnővé és folklór boszorkánnyá” változott, míg Mlnarik megerősítette, hogy a képernyőn látható látvány hű maradt minden album arculatához. A The Week és a Dallas Observer kritikusai egyetértettek, kiemelve a „lenyűgöző” látványt és a „káprázatos” divatot. A Billboard szerkesztője, Jason Lipshutz kiemelte Swift „erőteljes” énekhangját, magával ragadó művészi személyiségét és készségeit. Jon Caramanica a The New York Times-tól kiemelte a turné nagyságát, ambícióját és Swift karrierjének összes zenei fordulópontjának bemutatását, míg Spencer Kornhaber a The Atlantic-tól a show művészeti rendezését, izgalmát és a felvonások sorrendjét dicsérte. Mikael Wood a Los Angeles Times-tól úgy jellemezte a műsort, mint „a pop ambíció mesterkurzusát”, amely Swift sokszínűségét mutatja be. A The New Yorker vezető szerkesztője, Tyler Foggatt szerint az Eras Tour Swift önismeretének terméke, egy olyan turnét építve, amely „kizárólag a pályakép – a karrier, a zenei identitás, az élet – gondolatának szentelt, amely tisztán nyomon követhető egyik korszakból a másikba”.
A kritikusok a turné produkciós értékét és művészi rendezését is nagyra értékelték. Philip Cosores a Uproxx-tól a „valaha volt leglenyűgözőbb stadion show-nak” nevezte. A Spin kritikusa, Jonathan Cohen csodálta a gazdag színpadképet, a „legmodernebb” technológia használatát és a Swift „egyre tökéletesebb zenei világalkotását”. Chris Willman, a Variety újságírója úgy vélte, hogy az „epikus” show megmutatta, hogy „az a személy, aki a 21. század legnagyobb popdalszerzői életművét hozta létre, egyben a legnépszerűbb előadója is”. A Pollstar munkatársai, Christina Fuoco és Andy Gensler a produkciót „lenyűgözőnek és ízlésesen kivitelezettnek”, valamint „a legmagasabb színvonalú élőzenének” nevezték. Waiss David Aramesh a Rolling Stone-tól úgy vélekedett, hogy ez „a legmagasabb szintű produkciós show”. Melinda Sheckels a Consequence-től dicsérte a turné „árnyalt és interpretatív” megközelítését Swift albumainak bemutatásában, valamint a produkció „valódi nagyságát, művészetét és technikai bravúrjait”.
A megújult turné a The Tortured Poets Department megjelenését követően továbbra is elismerő kritikákat kapott. Annabel Nugent a The Independent és Fiona Sheperd a The Scotsman című laptól dicsérte a turné koreográfiáját, a korszerű produkciót, a dalválasztást és Swift töretlen energiáját. McCormick azt nyilatkozta, hogy „nem kétséges, hogy Taylor Swift jelenleg a legmenőbb a világon”. Mark Sutherland és Anna Leszkiewicz kritikusok úgy vélekedtek, hogy a turné mértéke és teljesítménye továbbra is lenyűgöző, annak ellenére, hogy átlépte a 100 koncertet, és film formájában is elérhető a streamingen; Leszkiewicz a New Statesmanben „tehetséges színésznőként” jellemezte Swiftet, akinek színpadi jelenléte „camp stílusú” – „akár kacér mosolyt villant, akár túldramatizált szemforgatásban tetszeleg, akár színpadiasan beleveti magát Wicked Witch of the West karmozdulataiba”. Petridis a The Guardianban „meghökkentő, kockázatvállaló, furcsán intim extravaganciaként” jellemezte a turnét, hozzátéve, hogy a továbbiakban nincs értelme kritikát írni a turnéról, mivel „minden elképzelhető részletet már alaposan kielemeztek és megvitattak”. A Berliner Zeitungban és a Süddeutsche Zeitungban megjelent kritikák dicsérték Swiftet, mert szerintük olyan tekintélyt parancsoló színpadi jelenléttel és karizmával rendelkezik, amely társainál ritkaságszámba megy.

## Kereskedelmi fogadtatás

### Bevétel
A The Eras Tour világszerte jegyeladási rekordokat döntött. Csak az amerikai elővétel első napján több mint 2,4 millió jegyet adtak el a turnéra, ami a legtöbb, amit egy előadó egyetlen nap alatt értékesített, megelőzve ezzel Robbie Williamst, aki 2005-ös Close Encounters turnéjára 1,6 millió jegyet adott el. A Billboard december 15-én közölte, hogy a The Eras Tour már 554 millió dolláros becsült bevételt hozott, és az amerikai szakasz várhatóan 591 millió dollárral zárul, ami felülmúlja a korábbi női rekordot, amelyet Madonna Sticky & Sweet Tourja (407 millió dollár) állított fel 2008-2009-ben. A turné indulását követően Swift az első helyre került a Pollstar Artist Power Index listáján. A MetLife Stadion a turné harmadik East Rutherford-i koncertje után, amely a 100. koncert volt a stadion történetében, minden idők „#1 legkelendőbb előadójának” nevezte őt.
A Wall Street Journal arról számolt be, hogy a The Eras Tour „a koncerttörténelem legnagyobb turnéja lesz, több mint 1 milliárd dolláros bevétellel”; a Pollstar becslése szerint 1,4 milliárd dolláros bevétel várható. A Bloomberg News beszámolója szerint az amerikai szakaszon az átlagos bruttó bevétel fellépésenként 13 millió dollár. A Variety azt közölte, hogy a turné 2023 októberéig 2 milliárd dolláros bevételt hozott. A Forbes szerint a The Eras Tour 2023 augusztusáig 56 koncertből 780 millió dollárt termelt, amivel csak az első észak-amerikai szakasz alapján a történelem legtöbb bevételt hozó női turnéja lett, megelőzve Beyoncé Renaissance World Tourját, és minden idők második legtöbb bevételt hozó turnéja lett Elton John Farewell Yellow Brick Roadja mögött. A Billboard 2023 novemberében több mint 900 millió dollárra becsülte a turné addigi bruttó bevételét, és a 2024-es koncertek után ez az összeg csaknem megduplázódhat. Bár Swift csapata kijelentette, hogy semmilyen bevételi eredményt nem fognak hivatalosan nyilvánosságra hozni, még akkor sem, amikor a turné véget ér, a Pollstar 2023 decemberében 1 039 263 762 dolláros becsült bruttó bevételt jelentett az adott év 60 koncertjéből, amivel a The Eras Tour minden idők legnagyobb bevételt hozó koncertturnéja lett, és az első, amely elérte az 1 milliárd dolláros határt. A BBC 2024 júniusi becslése szerint a szervezők mintegy 11 millió jegyet értékesítettek a teljes turnéra. 2024 októberében a Forbes arról számolt be, hogy a turné 2024-ben 65 koncertből további 1,15 milliárd dollár bevételt hozott, így teljes becsült bevétele 1,93 milliárd dollárra emelkedett.
Miután a turné 2024 decemberében befejeződött, a The New York Times közzétette az első hivatalos bevételi adatot, amelyet a Taylor Swift Touring, Swift produkciós cége is megerősített. A kiadványból kiderült, hogy a turné 2,07 milliárd dollár bruttó bevételt hozott 10,1 millió látogatóval. A Pollstar jelentése szerint 10,055 millió eladott jegyből 2,2 milliárd dolláros bruttó bevételt ért el, ami 67 487 látogatót jelentett koncertenként, és ezzel megdöntötte a U2 360° Tour 13 éves rekordját. Az Inc. úgy vélte, hogy Swift további 1,5 milliárd dollárt kereshetett volna, ha más előadókhoz hasonlóan hagyományos jegyértékesítési stratégiákat alkalmaz.

### Helyszínrekordok
| Év   | Dátum                                           | Helyszín                        | Ország           | Leírás                                                                                 | For.    |
| ---- | ----------------------------------------------- | ------------------------------- | ---------------- | -------------------------------------------------------------------------------------- | ------- |
| 2023 | Március 17 és 18                                | State Farm Stadion              | Egyesült Államok | Az első fellépő, aki két koncertet adott egy turnén.                                   | [ 193 ] |
| 2023 | Március 24 és 25                                | Allegiant Stadion               | Egyesült Államok | Az első női előadó, aki egy turnén két koncertet adott.                                | [ 194 ] |
| 2023 | Március 31–Április 2                            | AT&T Stadion                    | Egyesült Államok | Az első fellépő, aki három koncertet adott egy turnén.                                 | [ 195 ] |
| 2023 | Március 31–Április 2                            | AT&T Stadion                    | Egyesült Államok | A legnagyobb háromnapos látogatottság (210 607)                                        | [ 196 ] |
| 2023 | Április 13–15                                   | Raymond James Stadion           | Egyesült Államok | Az első fellépő, aki egy turnén két, illetve három koncertet adott.                    | [ 197 ] |
| 2023 | Április 21–23                                   | NRG Stadion                     | Egyesült Államok | Az első fellépő, aki három koncertet adott egy turnén.                                 | [ 198 ] |
| 2023 | Április 28–30                                   | Mercedes-Benz Stadion           | Egyesült Államok | Az első fellépő, aki három koncertet adott egy turnén.                                 | [ 199 ] |
| 2023 | Május 5–7                                       | Nissan Stadion                  | Egyesült Államok | Az első fellépő, aki három koncertet adott egy turnén.                                 | [ 200 ] |
| 2023 | Május 7                                         | Nissan Stadion                  | Egyesült Államok | A legnagyobb egynapos látogatottság (71 000)                                           | [ 202 ] |
| 2023 | Május 12–14                                     | Lincoln Financial Field         | Egyesült Államok | Az első női előadó, aki három koncertet adott egy turnén.                              | [ 203 ] |
| 2023 | Május 26–28                                     | MetLife Stadion                 | Egyesült Államok | Legnagyobb háromnapos látogatottság (217 635)                                          | [ 204 ] |
| 2023 | Június 2–4                                      | Soldier Field                   | Egyesült Államok | Az első női előadó, aki három koncertet adott egy turnén.                              | [ 205 ] |
| 2023 | Június 9 és 10                                  | Ford Field                      | Egyesült Államok | Az első női előadó, aki két koncertet adott egy turnén.                                | [ 206 ] |
| 2023 | Június 16 és 17                                 | Acrisure Stadion                | Egyesült Államok | Az első fellépő, aki két koncertet adott egy turnén.                                   | [ 207 ] |
| 2023 | Június 17                                       | Acrisure Stadion                | Egyesült Államok | Legnagyobb egynapos látogatottság (73 117)                                             | [ 208 ] |
| 2023 | Június 30 és Július 1                           | Paycor Stadion                  | Egyesült Államok | Az első női előadó, aki egy turnén egy, illetve két koncertet adott.                   | [ 209 ] |
| 2023 | Július 7 és 8                                   | GEHA Field at Arrowhead Stadion | Egyesült Államok | Az első fellépő, aki két koncertet adott egy turnén.                                   | [ 210 ] |
| 2023 | Július 14 és 15                                 | Empower Field at Mile High      | Egyesült Államok | Az első fellépő, aki két koncertet adott egy turnén.                                   | [ 211 ] |
| 2023 | Július 22 és 23                                 | Lumen Field                     | Egyesült Államok | Az első fellépő, aki két koncertet adott egy turnén.                                   | [ 212 ] |
| 2023 | Július 22                                       | Lumen Field                     | Egyesült Államok | Legnagyobb egynapos látogatottság (72 171)                                             | [ 213 ] |
| 2023 | Augusztus 3–9                                   | SoFi Stadion                    | Egyesült Államok | Az első fellépő, aki öt, illetve hat koncertet adott egyetlen turnén.                  | [ 214 ] |
| 2023 | Augusztus 24–27                                 | Foro Sol                        | Mexikó           | Az első női előadó, aki négy koncertet adott egy turnén.                               | [ 215 ] |
| 2023 | November 17, 19, 20                             | Estádio Olímpico Nilton Santos  | Brazília         | Az első női előadó, aki három koncertet adott egy turnén.                              | [ 216 ] |
| 2023 | November 24–26                                  | Allianz Parque                  | Brazília         | Legnagyobb háromnapos látogatottság                                                    | [ 217 ] |
| 2023 | November 26                                     | Allianz Parque                  | Brazília         | Legnagyobb egynapos látogatottság                                                      | [ 217 ] |
| 2024 | Február 7–10                                    | Tokyo Dome                      | Japán            | Az első nemzetközi női fellépő, aki négy egymást követő koncertet adott.               | [ 218 ] |
| 2024 | Február 16–18                                   | Melbourne Cricket Ground        | Ausztrália       | Legnagyobb háromnapos látogatottság (288 000)                                          | [ 219 ] |
| 2024 | Február 23–26                                   | Accor Stadion                   | Ausztrália       | Az első fellépő, aki négy koncertet adott egy turnén.                                  | [ 33 ]  |
| 2024 | Március 2–9                                     | Nemzeti Stadion                 | Szingapúr        | Az első szólóelőadó, aki három, négy, öt, illetve hat koncertet adott egy turnén.      | [ 220 ] |
| 2024 | Március 9                                       | Nemzeti Stadion                 | Szingapúr        | Legnagyobb egynapos látogatottság (63 000)                                             | [ 221 ] |
| 2024 | Május 19                                        | Friends Arena                   | Svédország       | Legnagyobb egynapos látogatottság (60 243)                                             | [ 222 ] |
| 2024 | Május 17–19                                     | Friends Arena                   | Svédország       | Legnagyobb háromnapos látogatottság (178 679)                                          | [ 222 ] |
| 2024 | Május 24–25                                     | Estádio da Luz                  | Portugália       | Az első női fellépő, aki egy, illetve két koncertet adott a stadionban.                | [ 223 ] |
| 2024 | Június 3                                        | Groupama Stadion                | Franciaország    | Legnagyobb egynapos látogatottság női előadó esetén (61 000)                           | [ 224 ] |
| 2024 | Június 9                                        | Murrayfield Stadium             | Skócia           | Legnagyobb egynapos látogatottság Skócia történetében (73 000)                         | [ 225 ] |
| 2024 | Június 13                                       | Anfield                         | Anglia           | Legnagyobb egynapos látogatottság (62 000)                                             | [ 226 ] |
| 2024 | Június 21–23 Augusztus 15–17 Augusztus 19 és 20 | Wembley Stadion                 | Anglia           | Az első női előadó, aki négy, öt, hat, hét, illetve nyolc koncertet adott egy turnéra. | [ 227 ] |
| 2024 | Június 28–30                                    | Aviva Stadion                   | Írország         | Az első fellépő, aki három koncertet adott egy turnén.                                 | [ 228 ] |
| 2024 | Augusztus 1–3                                   | PGE Narodowy                    | Lengyelország    | Az első fellépő, aki három koncertet adott egy turnén.                                 | [ 229 ] |
| 2024 | Augusztus 8–10                                  | Ernst Happel Stadion            | Ausztria         | Az első fellépő, aki három koncertet tervezett egy turnéra.                            | [ 230 ] |
| 2024 | Október 18–20                                   | Hard Rock Stadion               | Egyesült Államok | Az első fellépő, aki három koncertet adott egy turnén.                                 | [ 231 ] |
| 2024 | Október 25–27                                   | Caesars Superdome               | Egyesült Államok | Az első fellépő, aki két, illetve három koncertet adott a stadionban.                  | [ 232 ] |
| 2024 | November 1–3                                    | Lucas Oil Stadion               | Egyesült Államok | Az első fellépő, aki két, illetve három koncertet adott a stadionban.                  | [ 233 ] |
| 2024 | November 1–3                                    | Lucas Oil Stadion               | Egyesült Államok | A legnagyobb egynapos látogatottság (69 000)                                           | [ 234 ] |
| 2024 | November 14–23                                  | Rogers Centre                   | Kanada           | Az első fellépő, aki hat koncertet adott egy turnén.                                   | [ 235 ] |
| 2024 | December 6–8                                    | BC Place                        | Kanada           | Az első fellépő, aki három koncertet adott egy turnén.                                 | [ 236 ] |

## Zenei kiadványok
Swift a turné során különböző zenei anyagokat mutatott be. A nyitó koncert napján négy dalt adott ki a turné indításának megünneplésére: az Eyes Open és a Safe & Sound újrafeldolgozását, mindkettő eredetileg a 2012-es The Hunger Games Songs from District 12 and Beyond című soundtrackről való; az If This Was a Movie, a Speak Now (2010) egyik deluxe számának újrafeldolgozását; és az All of the Girls You Loved Before, a Lover című album korábban kiadatlan felvételét.
A The Eras Tour alatt megjelent a Midnights különleges CD-kiadása, The Late Night Edition alcímmel. Ezt csak személyesen lehetett megvásárolni bizonyos koncertek merchandise standjainál, kezdve a New Jersey állambeli East Rutherfordban, 2023. május 26-án. Ez az új kiadvány tartalmazta a You’re Losing Me című bónusz számot, amely „mohón várt” dal lett; a Variety arról számolt be, hogy „a rajongók annyira vágytak rá”, hogy már egy nappal a merchandise bolt nyitása előtt sorban álltak a stadionban.
2023. május 5-én, a turné első nashville-i koncertjén Swift bejelentette harmadik, újra felvett albumát Speak Now (Taylor’s Version) címmel, és annak 2023. július 7-i megjelenési dátumát. A turné során két videóklipet is bemutatott, mindkettőt ő írta és rendezte. Az első East Rutherford-i és az első Kansas City-i koncerten az akusztikus szett előtt mutatta be a Karma című dalhoz készült videót, amelyben az amerikai rapper Ice Spice is közreműködik, valamint a utóbbi koncerten az I Can See You videóklipjét. 2023. augusztus 9-én, az utolsó Los Angeles-i koncerten Swift bejelentette az 1989 (Taylor’s Version) című negyedik, újra felvett albumát, amely 2023. október 27-én jelent meg, pontosan kilenc évvel az eredeti 1989 című album megjelenése után. 2023. november 3-án a Hits Double Daily arról számolt be, hogy a turné koncertalbumáról már folynak a tárgyalások.
2024. február 16-án, az első melbourne-i koncerten Swift bejelentette tizenegyedik stúdióalbumának, a The Tortured Poets Department második változatát egy bónusz számmal, The Bolter címmel. 2024. február 23-án, az első sydney-i koncerten Swift bejelentette az album egy másik változatát, a The Albatross című bónusz trackkel. Az album negyedik és egyben utolsó változatát, amely a The Black Dog című bónusz számot tartalmazza, 2024. március 3-án, a turné második szingapúri koncertjén jelentették be. Augusztus 20-án Swift bemutatta az I Can Do It with a Broken Heart című dalhoz készült videóklipet, miután a nyolcadik londoni koncert végén elhagyta a színpadot. A videóban a turné fellépéseiről, a próbákról, a közönségről és a színfalak mögötti pillanatokról készült felvételek láthatók.

## A turnéval kapcsolatos egyéb projektek

### Film
2023. október 13-án Swift világszerte bemutatta a mozikban a Sam Wrench által rendezett, saját gyártású koncertfilmjét Taylor Swift: The Eras Tour címmel. A film a turné Los Angeles-i koncertjein rögzített felvételekből készült. A filmhez, egy példátlan lépésként, Swift közvetlenül a mozikkal lépett partnerségre mind a forgalmazás, mind a film bemutatása terén, egy nagy filmstúdió helyett. Elnyerte a kritikusok tetszését, amiért át tudta adni a show látványvilágát és energiáját. Ez lett minden idők legnagyobb bevételt hozó koncertfilmje.

### Könyv
2024. október 15-én Swift a Good Morning America című műsorban jelentette be első könyvét, a Taylor Swift: The Eras Tour Book-ot. A Swift által a turné „hivatalos visszatekintésének” nevezett 256 oldalas könyv több mint 500 színpadi és kulisszák mögötti képet, valamint Swift személyes gondolatait és jegyzeteit tartalmazza. A könyvvel Swift elindította saját kiadóját, a Taylor Swift Publications-t. A Taylor Swift: Swift: The Eras Tour Book kizárólag a Target áruházakban jelent meg 2024. november 29-én, fekete pénteken. A Circana BookScan adatai szerint az első két napban 814 000 példányt adtak el belőle. Ezzel 2001 óta ez a második legnagyobb eladott könyvmennyiség egyetlen héten, Barack Obama A Promised Land (2020) című könyve után. Ezt követően a könyvből csak az Egyesült Államokban az első héten több mint egymillió példányt adtak el, így a 2024-es év legkelendőbb könyve lett.

## Elismerések
| Év   | Esemény, Szervezet              | Kategória                                                       | Eredmény | For.    |
| ---- | ------------------------------- | --------------------------------------------------------------- | -------- | ------- |
| 2023 | MTV Video Music Awards          | A nyár koncertje                                                | Elnyerte | [ 265 ] |
| 2023 | Guinness World Records          | A legtöbb bevételt hozó zenei turné                             | Elnyerte | [ 266 ] |
| 2023 | Guinness World Records          | A legtöbb bevételt hozó zenei turné női előadótól               | Elnyerte | [ 267 ] |
| 2023 | Guinness World Records          | A legtöbb bevételt hozó zenei turné egy év alatt                | Elnyerte | [ 268 ] |
| 2023 | Guinness World Records          | A legtöbb bevételt hozó zenei turné női előadótól (2023)        | Elnyerte | [ 269 ] |
| 2023 | Guinness World Records          | A legtöbb bevételt hozó zenei turné szólóelőadótól              | Elnyerte | [ 270 ] |
| 2023 | Guinness World Records          | A legtöbb bevételt hozó zenei turné koncertenként női előadótól | Elnyerte | [ 271 ] |
| 2024 | People’s Choice Awards          | Az év turnéja                                                   | Elnyerte | [ 272 ] |
| 2024 | Pollstar Awards                 | Az év turnéja                                                   | Elnyerte | [ 273 ] |
| 2024 | Pollstar Awards                 | Az év popturnéja                                                | Jelölve  | [ 273 ] |
| 2024 | Pollstar Awards                 | Az év márkakapcsolata                                           | Elnyerte | [ 273 ] |
| 2024 | iHeartRadio Music Awards        | Kedvenc turné stílus                                            | Elnyerte | [ 274 ] |
| 2024 | iHeartRadio Music Awards        | Az év turnéja                                                   | Elnyerte | [ 275 ] |
| 2024 | Nickelodeon Kids’ Choice Awards | Az év legkedveltebb jegye                                       | Elnyerte | [ 276 ] |
| 2024 | MTV Millennial Awards           | Az év eseménye                                                  | Jelölve  | [ 277 ] |
| 2024 | MTV Europe Music Awards         | A legjobb koncertelőadó                                         | Elnyerte | [ 278 ] |
| 2025 | Pollstar Awards                 | Az év turnéja                                                   | Elnyerte | [ 279 ] |
| 2025 | Pollstar Awards                 | Az év popturnéja                                                | Jelölve  | [ 279 ] |
| 2025 | Pollstar Awards                 | Az év előzenekara/különleges vendége (Gracie Abrams)            | Jelölve  | [ 279 ] |
| 2025 | iHeartRadio Music Awards        | Kedvenc turné stílus                                            | Elnyerte | [ 280 ] |
| 2025 | iHeartRadio Music Awards        | Kedvenc turnéhagyomány (22 kalap)                               | Jelölve  | [ 280 ] |
| 2025 | iHeartRadio Music Awards        | Kedvenc turnéhagyomány (meglepetésdal)                          | Elnyerte | [ 280 ] |
| 2025 | iHeartRadio Music Awards        | Kedvenc meglepetés vendég (Travis Kelce)                        | Elnyerte | [ 280 ] |
| 2025 | iHeartRadio Music Awards        | Az évszázad turnéja                                             | Elnyerte | [ 280 ] |

## Hatása
A The Eras Tour többek között hatással volt a zeneiparra és a szórakoztatóiparra is. A 21. század egyik legkiemelkedőbb kulturális jelenségeként jellemezték, amely az 1960-as évek Beatlemániájához hasonló figyelmet keltett. A turné a helyi vállalkozások és a turizmus fellendítésével hozzájárult a turné állomásainak gazdasági élénküléséhez, nagy tömegeket vonzott a stadionok elé, uralta a hírfolyamokat és a közösségi médiát, kormányok és szervezetek elismerését váltotta ki. A kritikusok gyakran jellemezték a The Eras Tourt monokulturális eseményként, amely Swiftnek a populáris kultúrára gyakorolt hatását mutatja be. A turné által Swift teljes diszkográfiája kiemelkedő népszerűségnek örvendett. Swift nettó vagyona, amely a turné kezdete előtt 740 millió dollár volt, a turné első 57 koncertje után 1,1 milliárd dollárra nőtt; Swift lett a történelem első milliárdosa, akinek a zene a bevételi forrása.

## Fennakadások és botrányok a turné körül

### Jegyértékesítés kudarca az Egyesült Államokban

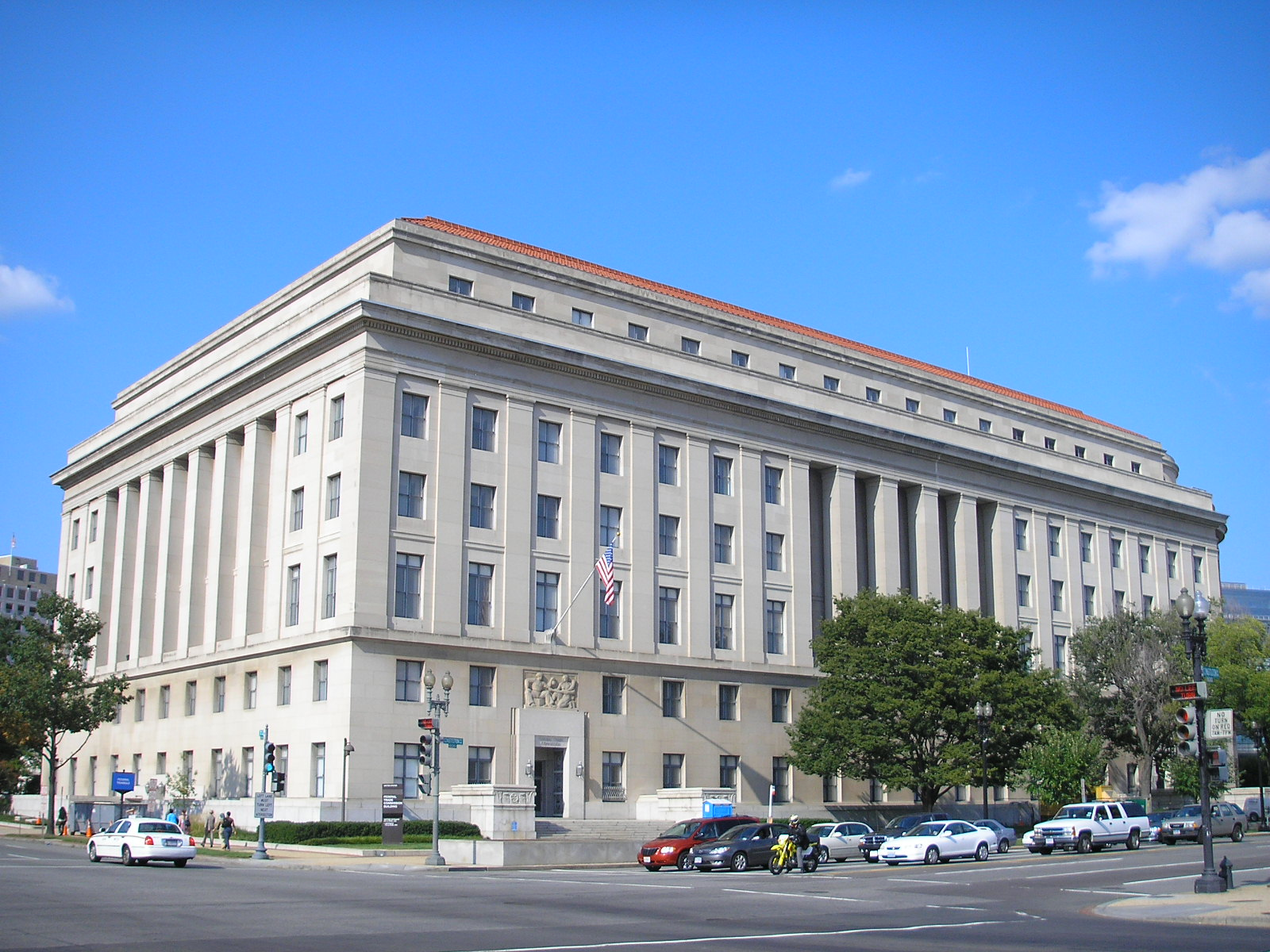
Az Egyesült Államok Szövetségi Kereskedelmi Bizottsága az ügyet követően javasolta, hogy az országban tiltsák be a rendszerhasználati díjakat.

November 15-én, az első amerikai elővásárlások napján a Ticketmaster honlapja összeomlott, miután a Variety szerint „példa nélküli volt a kereslet”. A Live Nation, a Ticketmaster anyavállalata azt mondta, hogy 1,5 millió hitelesített rajongóra készültek, de 14 millióan jelentek meg; nyilatkozatot tettek közzé, amelyben azt mondták, hogy „felkészületlenek” voltak a befogadásukra; és beszüntették a jegyértékesítést, arra hivatkozva, hogy nem tudták kielégíteni a keresletet. A kudarc nyilvános bírálatokat és politikai vizsgálatot váltott ki. Az ügyfelek és a rajongók kritizálták a Ticketmaster-t az állítólagos hibás rendszerek és a nem hatékony technikai megoldások miatt. Az amerikai törvényhozók, köztük a főügyészek és a kongresszus tagjai felfigyeltek a problémára, amely több állami, szövetségi és kongresszusi vizsgálat középpontjába került.
2022. december 12-én a Ticketmaster elkezdte értesíteni a kiválasztott rajongókat egy második jegyvásárlási lehetőségről, amelynek keretében a Ticketstoday-en keresztül felhasználónként legfeljebb két jegyet vásárolhatnak. A Ticketmaster négy hét alatt értékesítette az első amerikai szakasz maradék 170 000 jegyét.

### Helyszíni menedzsment Brazíliában

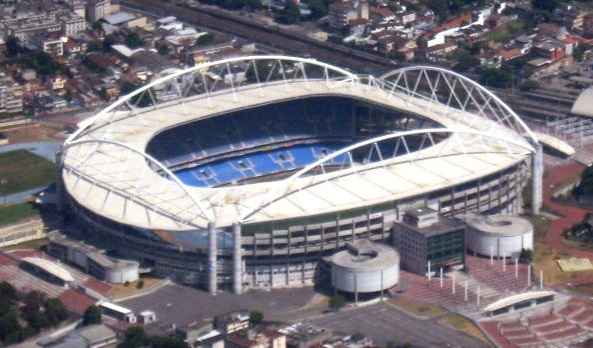
Estádio Olímpico Nilton Santos, ahol az incidens történt

2023. június 11-én zavargásokról számoltak be a brazil helyszínek jegypénztárai előtt, amikor a jegyüzérek megpróbálták levágni a sort, köztük néhánynak fegyvere is volt, akik erőszakkal fenyegetőztek, amíg a rendőrség közbe nem lépett. A brazíliai turnéért felelős T4F – Time For Fun (T4F) ügynökséget több mint 100 alkalommal jelentették fel a hatóságoknál a tétlenségük miatt. Június 20-án a brazil szövetségi törvényhozók benyújtották a „Taylor Swift-törvényt”, amely akár négy évig terjedő börtönbüntetéssel és a jegy értékének százszorosáig terjedő pénzbírsággal sújtaná a jegyüzéreket.
2023. november 17-én, az első Rio de Janeiró-i koncert kezdete előtt a T4F a beszámolók szerint megtiltotta a koncertlátogatóknak, hogy saját vizes palackokat vigyenek be a helyszínre. A jelentések szerint ez volt az egyik legmelegebb nap a városban, a hőérzet az 59 °C-t is meghaladhatta. A rajongók által a közösségi médiában közzétett videókon több ezer sorban álló rajongó látható, amint órákig várakoznak a napon a stadionba való belépés előtt; Swift és csapata vizes palackokat osztogatott a tömegnek. A koncert után azonban arról számoltak be, hogy egy résztvevő, Ana Clara Benevides meghalt, miközben kórházba szállították, miután Swift koncertjének első perceiben elájult. A hírt követően a T4F széles körű kritikát kapott a rajongók és a politikusok részéről. Több rajongó azt állította, hogy a koncert szervezői „megtagadták” a koncertlátogatók vízzel való ellátását; az eset kivizsgálására büntetőeljárás indult. Benevides halálát szívmegállás okozta. Swift a közösségi médiában emlékezett meg a fiatal lányról. A november 18-ra tervezett koncertet „extrém hőségre” hivatkozva november 20-ra halasztotta.

### Diplomácia Ázsiában
Szetta Thaviszin, Thaiföld miniszterelnöke azt állította, hogy a szingapúri kormány 2-3 millió dolláros hozzájárulást ajánlott fel a The Eras Tour minden egyes koncertjére, cserébe azért, hogy Szingapúr legyen a kizárólagos helyszín Délkelet-Ázsiában. Kritizálta Szingapúrt, amiért kizárja az ASEAN többi tagországát Swift megtekintéséből. A Szingapúri Turisztikai Hivatal azt válaszolta, hogy valóban nyújtottak „támogatást” a The Eras Tour Szingapúrba hozatalához, és hogy a Kulturális, Közösségi és Ifjúsági Minisztérium együttműködött a turné szervezőjével, az Anschutz Entertainment Grouppal (AEG), de „üzleti titoktartás” miatt nem árulták el a támogatás nagyságát és a kapcsolódó feltételeket. Edwin Tong miniszter azt mondta, hogy a koncertszervezők „pontosan tudják, hogy mit csinálnak”, amikor eldöntik, hogy hol tartanak koncerteket, és hogy a számok „messze nem olyan magasak, mint amennyire a találgatások állítják”. Joey Salceda, a Fülöp-szigeteki képviselőház tagja bírálta Szingapúrt, és követelte, hogy a Fülöp-szigeteki Külügyminisztérium kérjen magyarázatot a manilai szingapúri nagykövetségtől. Sandiaga Uno, Indonézia turizmusért és kreatív gazdaságért felelős minisztere szintén csalódottságának adott hangot. Később Lee Hsien Loong, Szingapúr 2004 óta hivatalban lévő miniszterelnöke leszögezte, hogy a háttérben semmilyen ellenséges szándék nem volt.
Swift sem Kínába, sem Tajvanba nem látogatott el a turné során. Tajvan kihagyása politikai vita tárgya volt a 2024-es tajvani elnök- és törvényhozási választásokat megelőző kampányok során. Csao Sao-kang (Zhào Shǎokāng), az ellenzék (Kuomintang párt) alelnökjelöltje azt állította, hogy ő meghívta Swiftet, hogy lépjen fel a Taipei Dome-ban, és hogy kezdetben beleegyezett a fellépésbe, de később a két térség között uralkodó érzékeny kapcsolatok „geopolitikai kockázatai” miatt visszautasította. A tajvani kulturális minisztérium kommentálta az ügyet, de sem cáfolni, sem megerősíteni nem tudta Jaw állításait. Kaohsziung polgármestere, Csen Csi-maj (Chén Qímài) a választók manipulálására tett kísérletnek minősítette Csao (Zhao) állításait Swiftről.

### Biztonsági aggályok Európában

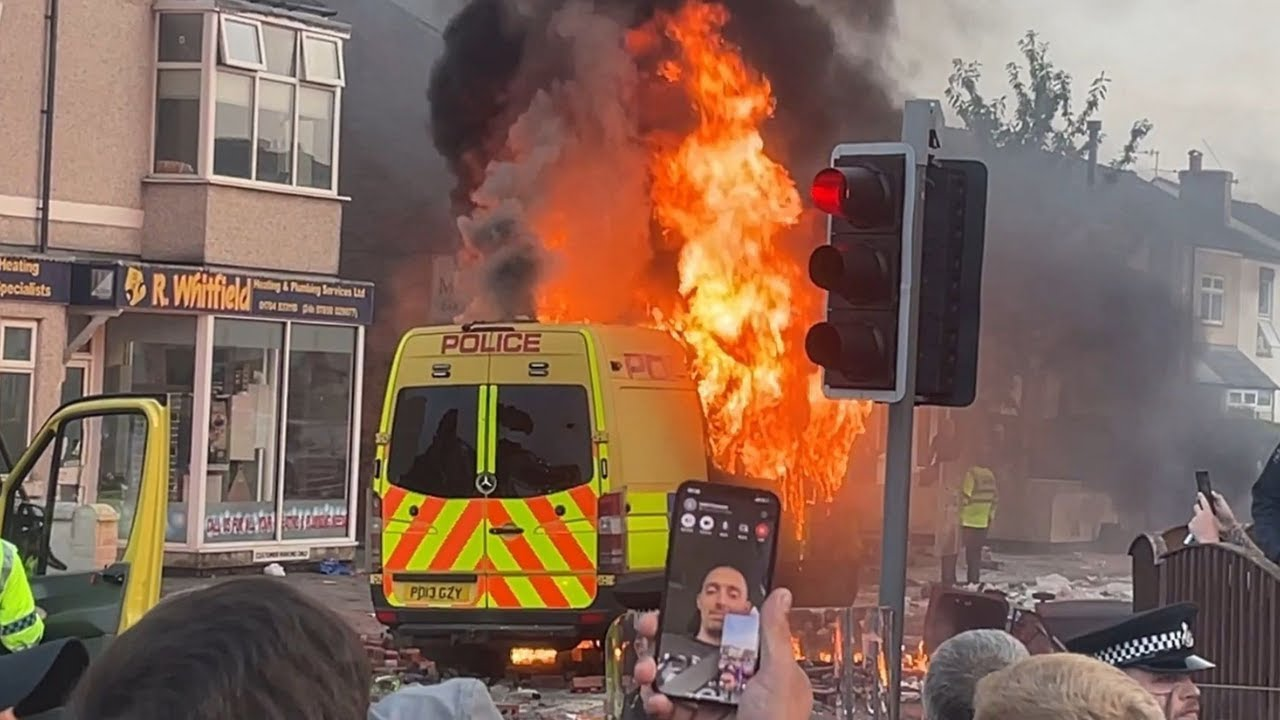
Rendőrségi járművet gyújtottak fel randalírozók, miután az egyesült királyságbeli Southportban, egy swiftie workshopon halálos késeléses támadás érte a gyerekeket

2024. július 18-án őrizetbe vették és letartóztatták Swift egyik feltételezett zaklatóját, akit azzal vádoltak, hogy a közösségi médiában fenyegette őt és barátját, Travis Kelce amerikaifutball-játékost. A férfi megpróbált bejutni Swift második koncertjére a németországi Gelsenkirchenben. Ugyanebben a hónapban három gyermeket öltek meg egy tömeges késeléses támadásban egy Swiftie-workshopon az egyesült királyságbeli Southportban (Merseyside). Az eset közfelháborodást okozott Southportban, és a következő napokban országos tüntetésekké és zavargásokká eszkalálódott.
2024. augusztus 7-én a hatóságok meghiúsították az Iszlám Állam (ISIS) azon tervét, hogy merényletet kövessenek el Swift bécsi koncertjein. A rendőrség őrizetbe vett egy 17, egy 18 és egy 19 éves, az „interneten radikalizálódott” férfit, akik kapcsolatban álltak az ISIS-szel; az amerikai hírszerzés tájékoztatta az Europolt és az osztrák rendőrséget a veszélyről. A CIA szerint a férfiak „tízezrek” megölését tervezték a koncerteken. Az osztrák belügyminisztérium közbiztonsági ügyekért felelős főigazgatója, Franz Ruf kezdetben azt nyilatkozta, hogy a koncertek a tervezett időpontban fognak lezajlani további biztonsági intézkedések alkalmazásával, és arra számított, hogy minden nap több mint 65 000 rajongó lesz jelen, a helyszínen kívül pedig további 20 000. Még aznap azonban a koncerteket szervező Barracuda Music bejelentette, hogy mindhárom koncertet törölték, a jegyárakat pedig visszatérítik, miután az osztrák kormánytól megerősítést kaptak egy kidolgozott terrorista tervről. Ruf közölte, hogy egy rendőrségi akciót követően a tűzszerészek vegyi anyagokat, köztük robbanóanyagot és az Al-Káidával kapcsolatos tárgyakat találtak a 19 éves fiatalember ternitz-i lakásában. Később arról számoltak be, hogy az elkövetők célja „minél több ember megölése volt késsel vagy saját készítésű robbanóanyaggal”, és a 17 éves fiút néhány nappal a koncert előtt szerződtették a stadion biztonsági szolgálatának csapatába. Augusztus 8-án a koncertek miatt Bécsbe érkezett rajongók nagy csoportjai nyilvános helyeken gyűltek össze, hogy a lemondott koncertek alternatívájaként énekeljenek és ünnepeljék Swift zenéjét. Az ORF 1 osztrák közszolgálati csatorna augusztus 10-én este Swift engedélyével műsorra tűzte a koncertfilmet. Később Swift is nyilatkozott a történtekről, amelyben sajnálatát fejezte ki a törölt koncertek miatt és megköszönte a hatóságok erőfeszítéseit. Hozzátette, hogy szerette volna biztonságban befejezni a turné európai szakaszát, ezért rajongói biztonsága érdekében nem szólalt fel az ügyben.
A londoni Wembley Stadionban új biztonsági intézkedéseket vezettek be az augusztusi koncertek idejére. Mivel a jegy nélküli rajongók – a korábbi helyszínekhez hasonlóan – itt is tömegesen jelentek volna meg, bejelentették, hogy a stadion környékén tilos a gyülekezés. Az intézkedések célja a tömeg kezelése, a rend fenntartása, valamint a jeggyel rendelkező látogatók biztonságának biztosítása volt.

### Hajléktalanok kitelepítése az Egyesült Királyságban
Swift edinburgh-i koncertjei előtt hajléktalanok százait költöztették ki átmeneti szállásaikról, hogy helyet csináljanak a koncertlátogatóknak. Az eltávolítottak közül 331 embert (229 háztartást) helyeztek el nem megfelelő szálláshelyen, megsértve ezzel Skócia 2014-es hajléktalan személyekről szóló rendeletét. A Swift koncertjei miatt kiköltöztetett hajléktalanok többsége nő volt, és kisebbségi etnikai háttérrel rendelkezett. Az embereket olyan távoli városokba küldték, mint Newcastle, Aberdeen és Glasgow, egyeseknek 127 mérföldet kellett utazniuk.
A Shelter lakhatási jótékonysági szervezet szerint „égbekiáltó igazságtalanság”, hogy a hajléktalanok „közvetlen versenyben” vannak a Swift-rajongókkal, és hozzátette: "Az élvonalbeli szerveink már most azt látják, hogy az ágyra szoruló embereknek azt mondják, hogy az egyetlen lehetőségük az, hogy elhagyják a várost. Egy családnak, amely Edinburgh-ban a hajléktalanság traumáján megy keresztül, nem kellene mérföldekre költöznie a munkahelyétől, az iskolájától és a közösségétől, hogy szükségszállást találjon”. Edinburgh városi tanácsa közölte, hogy együttműködik az érintett háztartásokkal, hogy „megfelelő, alternatív szállást” találjanak. Alexander, aki négy hónapig volt hajléktalan, a BBC Scotland Newsnak elmondta, hogy félt attól, hogy újra az utcára kerül, és hogy a múltban már adtak neki egy hálózsákot, és azt mondták neki, hogy aludjon egy éjszakát az utcán. Alexander hozzátette: „Súlyos depresszióm és szorongásom van, és a szorongásom jelenleg kontrollálhatatlan, mert nem tudom, mi fog velem történni. Több vagyok, mint ideges, félek, mert nem tudom, hol fogok kikötni pénteken vagy utána”.

### Politikai vita az Egyesült Királyságban

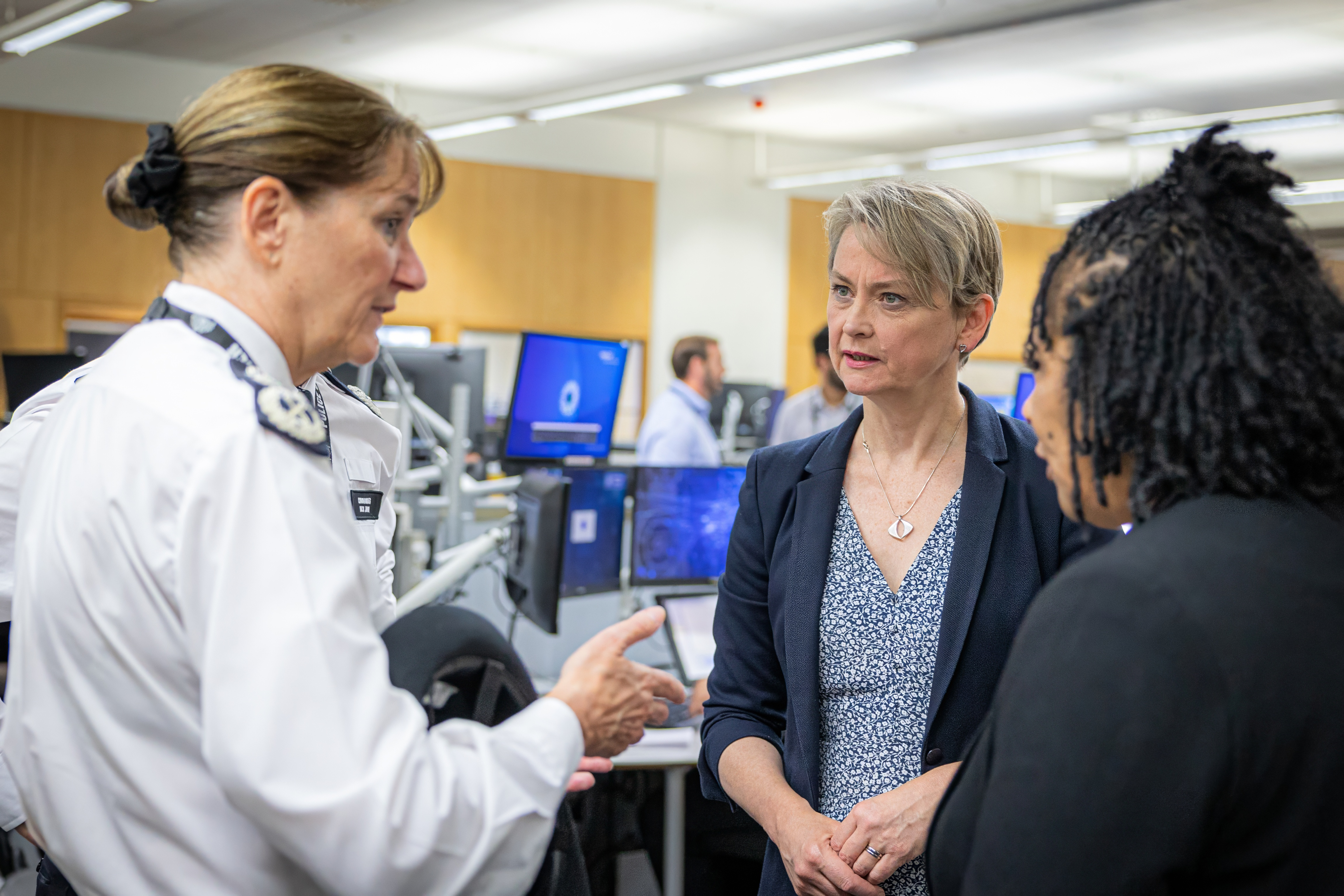
Munkáspárti politikusok, köztük Yvette Cooper, miután ingyen jegyeket kaptak, nyomást gyakoroltak a Met Police-ra, hogy megszegve a protokollt, engedjenek Swift követelésének, és az adófizetők által finanszírozott legmagasabb szintű védelmet biztosítsák az énekesnőnek

Az Egyesült Királyságban vita alakult ki, miután Swift több mint 20 000 font értékű ingyenjegyet ajándékozott munkáspárti politikusoknak, miután az adófizetők által finanszírozott legmagasabb szintű biztonságra vonatkozó követelését elutasították, és a politikusok ezt követően nyomást gyakoroltak a Metropolitan Police-ra, hogy engedjen a követeléseknek. 2024 októberében a brit média arról számolt be, hogy a londoni turné időpontjai előtt Swift csapata további, az adófizetők által finanszírozott „VVIP” biztonságot követelt a Metropolitan Police Special Escort Groupjától (speciális fegyveres motoros kíséret, amelyet a királyi család és az államfők számára tartanak fenn, és amelyet nevezetesen Harry hercegtől is megtagadtak), és állítólag azzal fenyegetőzött, hogy lemondja a londoni koncerteket, ha nem kapja meg. A Met azonban elutasította a kérelmet, miután a hírszerzés értékelése szerint nem állt fenn komoly veszély Swift londoni fellépéseit illetően, és nem volt szüksége az államfők számára fenntartott legmagasabb szintű biztonságra.
Ezt követően, amint az a 2024-es Munkáspárti ingyenjegyek vitájáról szóló jelentés részeként kiderült, vezető munkáspárti politikusok és családtagjaik több mint 20 000 font értékben kaptak ingyenes The Eras Tour-jegyeket. A kedvezményezettek között volt Keir Starmer miniszterelnök, Yvette Cooper belügyminiszter, Sadiq Khan, London polgármestere és Liam Conlon, Sue Gray kabinetfőnök fia. Cooper, Khan és Gray ezután állítólag nyomást gyakoroltak a Metre, hogy engedjenek Swift követelésének, és maga Swift édesanyja is közvetlenül tárgyalt a vezető politikusokkal. Ennek ellenére a Met fenntartotta, hogy nem indokolt Swift számára a legmagasabb szintű, adófizetők által finanszírozott védelmet biztosítani, és kétségbe vonták a követelések jogszerűségét, attól tartva, hogy ezzel megszegnék a régóta fennálló protokolljaikat. Meg nem nevezett kormánytisztviselők ekkor Richard Hermer főügyész közbelépését kérték, aki közölte a Met-tel, hogy „jogi fedezetet” nyújt, ha engednek Swift követeléseinek, ami a The Telegraph szerint „rendkívül szokatlan”, és a kormánytisztviselői egyezményt sértheti. A Met ezután megváltoztatta a döntését, és Swift számára biztosította a legmagasabb szintű, adófizetők által finanszírozott védelmet.
Boris Johnson volt miniszterelnök szerint a Swift miatt az Egyesült Királyság banánköztársaságnak tűnik, és a kormány nyitottnak tűnik a megvesztegetésre. Susan Hall, a Nagy-Londoni Közgyűlés Rendőrségi és Bűnügyi Bizottságának elnöke hivatalos vizsgálatot követelt az ügyben, és „rendkívül aggasztónak” nevezte, hogy politikusok beavatkoztak a Met döntésének megváltoztatásába, és „az adófizetők jelentős költségei mellett” extra biztonságot biztosítottak Swiftnek, miután ingyenjegyeket kaptak. Robert Jenrick konzervatív politikus „szégyentelennek” nevezte az esetet, és azzal vádolta a Munkáspártot, hogy „eladta a rendőrségünket néhány koncertjegyért és egy milliárdosoktól kapott barátságkarkötőért”. Ellie Reeves kabinetminiszter a parlamentben kitért a vitával kapcsolatos képviselői kérdések elől; Sir Gavin Williamson azt mondta, hogy a választók körében „sokan aggódnak” amiatt, hogy a kormány veszélyezteti a rendőrség operatív függetlenségét, miután ingyenjegyeket kaptak, míg Andrew Murrison szerint „a különleges kísérőcsoportot csínján kell használni, és nem előadóművészek szállítására, függetlenül attól, hogy a kormány vezető tagjainak hány ingyenjegyet osztottak ki”. John Connor, a Met korábbi vezetője „egy elit szolgáltatással való visszaélésnek” nevezte az esetet. A miniszterelnök szóvivője tagadta, hogy az ingyenjegyeknek köze lett volna a védelmi követelésekhez, ugyanakkor elismerte, hogy Starmer találkozott Swifttel a koncerten, és hogy felmerült az összeférhetetlenség gyanúja. A botrányt követően Starmer bejelentette, hogy fedezi az ajándékba kapott jegyek költségeit.

## Filantróp tevékenység
Swift a The Eras Tour minden állomásán adományozott az élelmiszerbank szervezeteinek, ahogyan arról az adott intézmények beszámoltak, és kizárólag különböző helyi vállalkozásokat szerződtetett, hogy teljesítse a stábja napi szükségleteit. Az első amerikai szakasz végén Swift „példátlan” bónuszkifizetéseket adott – összesen több mint 55 millió dollár értékben – a teljes turnécsapatának, köztük 100 000 dollárt mind az 50 kamionsofőrnek, akik részt vettek a színpadfelszerelés és a technikai felszerelés szállításában. A beszámolók szerint több mint kétszer annyi karbonkreditet vásárolt, mint amennyire a turné során az utazásai során keletkezett kibocsátások ellensúlyozásához szükség volt. 2023 októberében Swift jegyeket adományozott a Rare Impact Fundnak, amely Selena Gomez amerikai énekesnő kozmetikai cégének, a Rare Beauty-nak a jótékonysági és mentális egészségre való figyelemfelhívó kezdeményezése. Az elárverezett jegyek 15 000 dollárért keltek el, és az esemény „legnagyobb tételének” számítottak. 2024. április 27-én négy The Eras Tour-jegyet bocsátottak árverésre a 15 and The Mahomies Foundation, a National Football League játékos Patrick Mahomes jótékonysági alapítványa javára rendezett gálán, és 80 000 dollárt gyűjtöttek.

## Dallista

### 2023 március – 2024 március
Ez a dallista a 2023. március 17-i glendale-i koncertről származik. Nem reprezentálja a turné összes koncertjét.
| Act I – Lover 1. Miss Americana & the Heartbreak Prince 2. Cruel Summer 3. The Man 4. You Need to Calm Down 5. Lover 6. The Archer Act II – Fearless 1. Fearless 2. You Belong with Me 3. Love Story Act III – Evermore 1. ’Tis the Damn Season 2. Willow 3. Marjorie 4. Champagne Problems 5. Tolerate It | Act IV – Reputation 1. ...Ready for It? 2. Delicate 3. Don’t Blame Me 4. Look What You Made Me Do Act V – Speak Now 1. Enchanted Act VI – Red 1. 22 2. We Are Never Ever Getting Back Together 3. I Knew You Were Trouble 4. All Too Well (10 Minute Version) Act VII – Folklore 1. Seven (spoken interlude) / Invisible String 2. Betty 3. The Last Great American Dynasty 4. August 5. Illicit Affairs 6. My Tears Ricochet 7. Cardigan | Act VIII – 1989 1. Style 2. Blank Space 3. Shake It Off 4. Wildest Dreams 5. Bad Blood Act IX – Akusztikus szett (meglepetésdalok) 1. Gitáros meglepetésdal 2. Zongorás meglepetésdal Act X – Midnights 1. Lavender Haze 2. Anti-Hero 3. Midnight Rain 4. Vigilante Shit 5. Bejeweled 6. Mastermind 7. Karma |

### 2024 májustól
Ez a dallista a 2024. május 9-i nanterre-i koncertről származik. Nem reprezentálja az összes koncertet.
| Act I – Lover 1. Miss Americana & the Heartbreak Prince 2. Cruel Summer 3. The Man 4. You Need to Calm Down 5. Lover Act II – Fearless 1. Fearless 2. You Belong with Me 3. Love Story Act III – Red 1. 22 2. We Are Never Ever Getting Back Together 3. I Knew You Were Trouble 4. All Too Well (10 Minute Version) Act IV – Speak Now 1. Enchanted | Act V – Reputation 1. ...Ready for It? 2. Delicate 3. Don’t Blame Me 4. Look What You Made Me Do Act VI – Folklore & Evermore 1. Cardigan 2. Betty 3. Champagne Problems 4. August 5. Illicit Affairs 6. My Tears Ricochet 7. Marjorie 8. Willow Act VII – 1989 1. Style 2. Blank Space 3. Shake It Off 4. Wildest Dreams 5. Bad Blood | Act VIII – The Tortured Poets Department 1. But Daddy I Love Him 2. So High School 3. Who’s Afraid of Little Old Me? 4. Down Bad 5. Fortnight 6. The Smallest Man Who Ever Lived 7. I Can Do It with a Broken Heart Act IX – Akusztikus szett (meglepetésdalok) 1. Gitáros meglepetésdal 2. Zongorás meglepetésdal Act X – Midnights 1. Lavender Haze 2. Anti-Hero 3. Midnight Rain 4. Vigilante Shit 5. Bejeweled 6. Mastermind 7. Karma |

## A turné állomásai
| Dátum (2023) | Város           | Ország           | Helyszín                        | Felvezető előadó              | Eladott jegyek    | Bevétel |
| ------------ | --------------- | ---------------- | ------------------------------- | ----------------------------- | ----------------- | ------- |
| Március 17   | Glendale        | Egyesült Államok | State Farm Stadion              | Paramore Gayle                | 140 000 / 140 000 | —       |
| Március 18   | Glendale        | Egyesült Államok | State Farm Stadion              | Paramore Gayle                | 140 000 / 140 000 | —       |
| Március 24   | Paradise        | Egyesült Államok | Allegiant Stadion               | Beabadoobee Gayle             | —                 | —       |
| Március 25   | Paradise        | Egyesült Államok | Allegiant Stadion               | Beabadoobee Gayle             | —                 | —       |
| Március 31   | Arlington       | Egyesült Államok | AT&T Stadion                    | Muna Gayle                    | 210 607 / 210 607 | —       |
| Április 1    | Arlington       | Egyesült Államok | AT&T Stadion                    | Beabadoobee Gracie Abrams     | 210 607 / 210 607 | —       |
| Április 2    | Arlington       | Egyesült Államok | AT&T Stadion                    | Beabadoobee Gracie Abrams     | 210 607 / 210 607 | —       |
| Április 13   | Tampa           | Egyesült Államok | Raymond James Stadion           | Beabadoobee Gayle             | 206 459 / 206 459 | —       |
| Április 14   | Tampa           | Egyesült Államok | Raymond James Stadion           | Beabadoobee Gracie Abrams     | 206 459 / 206 459 | —       |
| Április 15   | Tampa           | Egyesült Államok | Raymond James Stadion           | Beabadoobee Gracie Abrams     | 206 459 / 206 459 | —       |
| Április 21   | Houston         | Egyesült Államok | NRG Stadion                     | Beabadoobee Gracie Abrams     | 216 660 / 216 660 | —       |
| Április 22   | Houston         | Egyesült Államok | NRG Stadion                     | Beabadoobee Gracie Abrams     | 216 660 / 216 660 | —       |
| Április 23   | Houston         | Egyesült Államok | NRG Stadion                     | Beabadoobee Gracie Abrams     | 216 660 / 216 660 | —       |
| Április 28   | Atlanta         | Egyesült Államok | Mercedes-Benz Stadion           | Beabadoobee Gracie Abrams     | —                 | —       |
| Április 29   | Atlanta         | Egyesült Államok | Mercedes-Benz Stadion           | Beabadoobee Gracie Abrams     | —                 | —       |
| Április 30   | Atlanta         | Egyesült Államok | Mercedes-Benz Stadion           | Muna Gayle                    | —                 | —       |
| Május 5      | Nashville       | Egyesült Államok | Nissan Stadion                  | Phoebe Bridgers Gracie Abrams | 213 000 / 213 000 | —       |
| Május 6      | Nashville       | Egyesült Államok | Nissan Stadion                  | Phoebe Bridgers Gayle         | 213 000 / 213 000 | —       |
| Május 7      | Nashville       | Egyesült Államok | Nissan Stadion                  | N/A                           | 213 000 / 213 000 | —       |
| Május 12     | Philadelphia    | Egyesült Államok | Lincoln Financial Field         | Phoebe Bridgers Gayle         | —                 | —       |
| Május 13     | Philadelphia    | Egyesült Államok | Lincoln Financial Field         | Phoebe Bridgers Gayle         | —                 | —       |
| Május 14     | Philadelphia    | Egyesült Államok | Lincoln Financial Field         | Phoebe Bridgers Gracie Abrams | —                 | —       |
| Május 19     | Foxborough      | Egyesült Államok | Gillette Stadion                | Phoebe Bridgers Gayle         | 200 000 / 200 000 | —       |
| Május 20     | Foxborough      | Egyesült Államok | Gillette Stadion                | Phoebe Bridgers Gayle         | 200 000 / 200 000 | —       |
| Május 21     | Foxborough      | Egyesült Államok | Gillette Stadion                | Phoebe Bridgers Gracie Abrams | 200 000 / 200 000 | —       |
| Május 26     | East Rutherford | Egyesült Államok | MetLife Stadion                 | Phoebe Bridgers Gayle         | 217 635 / 217 635 | —       |
| Május 27     | East Rutherford | Egyesült Államok | MetLife Stadion                 | Phoebe Bridgers Gracie Abrams | 217 635 / 217 635 | —       |
| Május 28     | East Rutherford | Egyesült Államok | MetLife Stadion                 | Phoebe Bridgers Owenn         | 217 635 / 217 635 | —       |
| Június 2     | Chicago         | Egyesült Államok | Soldier Field                   | Girl in Red Owenn             | —                 | —       |
| Június 3     | Chicago         | Egyesült Államok | Soldier Field                   | Girl in Red Owenn             | —                 | —       |
| Június 4     | Chicago         | Egyesült Államok | Soldier Field                   | Muna Gracie Abrams            | —                 | —       |
| Június 9     | Detroit         | Egyesült Államok | Ford Field                      | Girl in Red Gracie Abrams     | —                 | —       |
| Június 10    | Detroit         | Egyesült Államok | Ford Field                      | Girl in Red Owenn             | —                 | —       |
| Június 16    | Pittsburgh      | Egyesült Államok | Acrisure Stadion                | Girl in Red Gracie Abrams     | 146 234 / 146 234 | —       |
| Június 17    | Pittsburgh      | Egyesült Államok | Acrisure Stadion                | Girl in Red Owenn             | 146 234 / 146 234 | —       |
| Június 23    | Minneapolis     | Egyesült Államok | U.S. Bank Stadion               | Girl in Red Gracie Abrams     | 128 906 / 128 906 | —       |
| Június 24    | Minneapolis     | Egyesült Államok | U.S. Bank Stadion               | Girl in Red Owenn             | 128 906 / 128 906 | —       |
| Június 30    | Cincinnati      | Egyesült Államok | Paycor Stadion                  | Muna Gracie Abrams            | 130 000 / 130 000 | —       |
| Július 1     | Cincinnati      | Egyesült Államok | Paycor Stadion                  | Muna                          | 130 000 / 130 000 | —       |
| Július 7     | Kansas City     | Egyesült Államok | GEHA Field at Arrowhead Stadion | Muna Gracie Abrams            | —                 | —       |
| Július 8     | Kansas City     | Egyesült Államok | GEHA Field at Arrowhead Stadion | Muna Gracie Abrams            | —                 | —       |
| Július 14    | Denver          | Egyesült Államok | Empower Field at Mile High      | Muna Gracie Abrams            | 140 000 / 140 000 | —       |
| Július 15    | Denver          | Egyesült Államok | Empower Field at Mile High      | Muna Gracie Abrams            | 140 000 / 140 000 | —       |
| Július 22    | Seattle         | Egyesült Államok | Lumen Field                     | Haim Gracie Abrams            | 144 342 / 144 342 | —       |
| Július 23    | Seattle         | Egyesült Államok | Lumen Field                     | Haim Gracie Abrams            | 144 342 / 144 342 | —       |
| Július 28    | Santa Clara     | Egyesült Államok | Levi’s Stadion                  | Haim Gracie Abrams            | 140 000 / 140 000 | —       |
| Július 28    | Santa Clara     | Egyesült Államok | Levi’s Stadion                  | Haim Gracie Abrams            | 140 000 / 140 000 | —       |
| Augusztus 3  | Inglewood       | Egyesült Államok | SoFi Stadion                    | Haim Gracie Abrams            | 420 000 / 420 000 | —       |
| Augusztus 4  | Inglewood       | Egyesült Államok | SoFi Stadion                    | Haim Owenn                    | 420 000 / 420 000 | —       |
| Augusztus 5  | Inglewood       | Egyesült Államok | SoFi Stadion                    | Haim Gayle                    | 420 000 / 420 000 | —       |
| Augusztus 7  | Inglewood       | Egyesült Államok | SoFi Stadion                    | Haim Gracie Abrams            | 420 000 / 420 000 | —       |
| Augusztus 8  | Inglewood       | Egyesült Államok | SoFi Stadion                    | Haim Gracie Abrams            | 420 000 / 420 000 | —       |
| Augusztus 9  | Inglewood       | Egyesült Államok | SoFi Stadion                    | Haim Gayle                    | 420 000 / 420 000 | —       |
| Augusztus 24 | Mexikóváros     | Mexikó           | Foro Sol                        | Sabrina Carpenter             | —                 | —       |
| Augusztus 25 | Mexikóváros     | Mexikó           | Foro Sol                        | Sabrina Carpenter             | —                 | —       |
| Augusztus 26 | Mexikóváros     | Mexikó           | Foro Sol                        | Sabrina Carpenter             | —                 | —       |
| Augusztus 27 | Mexikóváros     | Mexikó           | Foro Sol                        | Sabrina Carpenter             | —                 | —       |
| November 9   | Buenos Aires    | Argentína        | Estadio River Plate             | Sabrina Carpenter             | —                 | —       |
| November 11  | Buenos Aires    | Argentína        | Estadio River Plate             | Sabrina Carpenter             | —                 | —       |
| November 12  | Buenos Aires    | Argentína        | Estadio River Plate             | Sabrina Carpenter             | —                 | —       |
| November 17  | Rio de Janeiro  | Brazília         | Estádio Olímpico Nilton Santos  | Sabrina Carpenter             | —                 | —       |
| November 19  | Rio de Janeiro  | Brazília         | Estádio Olímpico Nilton Santos  | Sabrina Carpenter             | —                 | —       |
| November 20  | Rio de Janeiro  | Brazília         | Estádio Olímpico Nilton Santos  | Sabrina Carpenter             | —                 | —       |
| November 24  | São Paulo       | Brazília         | Allianz Parque                  | Sabrina Carpenter             | —                 | —       |
| November 25  | São Paulo       | Brazília         | Allianz Parque                  | Sabrina Carpenter             | —                 | —       |
| November 26  | São Paulo       | Brazília         | Allianz Parque                  | Sabrina Carpenter             | —                 | —       |

| Dátum (2024) | Város            | Ország           | Helyszín                  | Felvezető előadó           | Eladott jegyek                 | Bevétel        |
| ------------ | ---------------- | ---------------- | ------------------------- | -------------------------- | ------------------------------ | -------------- |
| Február 7    | Tokió            | Japán            | Tokyo Dome                | N/A                        | —                              | —              |
| Február 8    | Tokió            | Japán            | Tokyo Dome                | N/A                        | —                              | —              |
| Február 9    | Tokió            | Japán            | Tokyo Dome                | N/A                        | —                              | —              |
| Február 10   | Tokió            | Japán            | Tokyo Dome                | N/A                        | —                              | —              |
| Február 16   | Melbourne        | Ausztrália       | Melbourne Cricket Ground  | Sabrina Carpenter          | 288 000 / 288 000              | —              |
| Február 17   | Melbourne        | Ausztrália       | Melbourne Cricket Ground  | Sabrina Carpenter          | 288 000 / 288 000              | —              |
| Február 18   | Melbourne        | Ausztrália       | Melbourne Cricket Ground  | Sabrina Carpenter          | 288 000 / 288 000              | —              |
| Február 23   | Sydney           | Ausztrália       | Accor Stadion             | —                          | —                              | —              |
| Február 24   | Sydney           | Ausztrália       | Accor Stadion             | Sabrina Carpenter          | —                              | —              |
| Február 25   | Sydney           | Ausztrália       | Accor Stadion             | Sabrina Carpenter          | —                              | —              |
| Február 26   | Sydney           | Ausztrália       | Accor Stadion             | Sabrina Carpenter          | —                              | —              |
| Március 2    | Szingapúr        | Szingapúr        | Nemzeti Stadion           | Sabrina Carpenter          | 378 000 / 378 000              | —              |
| Március 3    | Szingapúr        | Szingapúr        | Nemzeti Stadion           | Sabrina Carpenter          | 378 000 / 378 000              | —              |
| Március 4    | Szingapúr        | Szingapúr        | Nemzeti Stadion           | Sabrina Carpenter          | 378 000 / 378 000              | —              |
| Március 7    | Szingapúr        | Szingapúr        | Nemzeti Stadion           | Sabrina Carpenter          | 378 000 / 378 000              | —              |
| Március 8    | Szingapúr        | Szingapúr        | Nemzeti Stadion           | Sabrina Carpenter          | 378 000 / 378 000              | —              |
| Március 9    | Szingapúr        | Szingapúr        | Nemzeti Stadion           | Sabrina Carpenter          | 378 000 / 378 000              | —              |
| Május 9      | Nanterre         | Franciaország    | Paris La Défense Arena    | Paramore                   | 180 000 / 180 000              | —              |
| Május 10     | Nanterre         | Franciaország    | Paris La Défense Arena    | Paramore                   | 180 000 / 180 000              | —              |
| Május 11     | Nanterre         | Franciaország    | Paris La Défense Arena    | Paramore                   | 180 000 / 180 000              | —              |
| Május 12     | Nanterre         | Franciaország    | Paris La Défense Arena    | Paramore                   | 180 000 / 180 000              | —              |
| Május 17     | Stockholm        | Svédország       | Friends Arena             | Paramore                   | 178 679 / 178 679              | —              |
| Május 18     | Stockholm        | Svédország       | Friends Arena             | Paramore                   | 178 679 / 178 679              | —              |
| Május 19     | Stockholm        | Svédország       | Friends Arena             | Paramore                   | 178 679 / 178 679              | —              |
| Május 24     | Lisszabon        | Portugália       | Estádio da Luz            | Paramore                   | 120 000 / 120 000              | —              |
| Május 25     | Lisszabon        | Portugália       | Estádio da Luz            | Paramore                   | 120 000 / 120 000              | —              |
| Május 29     | Madrid           | Spanyolország    | Santiago Bernabéu stadion | Paramore                   | 130 000 / 130 000              | —              |
| Május 30     | Madrid           | Spanyolország    | Santiago Bernabéu stadion | Paramore                   | 130 000 / 130 000              | —              |
| Június 2     | Décines-Charpieu | Franciaország    | Groupama Stadion          | Paramore                   | 122 000 / 122 000              | —              |
| Június 3     | Décines-Charpieu | Franciaország    | Groupama Stadion          | Paramore                   | 122 000 / 122 000              | —              |
| Június 7     | Edinburgh        | Skócia           | Murrayfield Stadion       | Paramore                   | 220 000 / 220 000              | —              |
| Június 8     | Edinburgh        | Skócia           | Murrayfield Stadion       | Paramore                   | 220 000 / 220 000              | —              |
| Június 9     | Edinburgh        | Skócia           | Murrayfield Stadion       | Paramore                   | 220 000 / 220 000              | —              |
| Június 13    | Liverpool        | Anglia           | Anfield Stadion           | Paramore                   | 186 000 / 186 000              | —              |
| Június 14    | Liverpool        | Anglia           | Anfield Stadion           | Paramore                   | 186 000 / 186 000              | —              |
| Június 15    | Liverpool        | Anglia           | Anfield Stadion           | Paramore                   | 186 000 / 186 000              | —              |
| Június 18    | Cardiff          | Wales            | Principality Stadion      | Paramore                   | —                              | —              |
| Június 21    | London           | Anglia           | Wembley Stadion           | Paramore Mette             | 753 112 / 753 112              | —              |
| Június 22    | London           | Anglia           | Wembley Stadion           | Paramore Griff             | 753 112 / 753 112              | —              |
| Június 23    | London           | Anglia           | Wembley Stadion           | Paramore Benson Boone      | 753 112 / 753 112              | —              |
| Június 28    | Dublin           | Írország         | Aviva Stadion             | Paramore                   | —                              | —              |
| Június 29    | Dublin           | Írország         | Aviva Stadion             | Paramore                   | —                              | —              |
| Június 30    | Dublin           | Írország         | Aviva Stadion             | Paramore                   | —                              | —              |
| Július 4     | Amszterdam       | Hollandia        | Johan Cruyff Arena        | Paramore                   | —                              | —              |
| Július 5     | Amszterdam       | Hollandia        | Johan Cruyff Arena        | Paramore                   | —                              | —              |
| Július 6     | Amszterdam       | Hollandia        | Johan Cruyff Arena        | Paramore                   | —                              | —              |
| Július 9     | Zürich           | Svájc            | Letzigrund                | Paramore                   | 95 000 / 95 000                | —              |
| Július 10    | Zürich           | Svájc            | Letzigrund                | Paramore                   | 95 000 / 95 000                | —              |
| Július 13    | Milánó           | Olaszország      | San Siro                  | Paramore                   | —                              | —              |
| Július 14    | Milánó           | Olaszország      | San Siro                  | Paramore                   | —                              | —              |
| Július 17    | Gelsenkirchen    | Németország      | Veltins-Arena             | Paramore                   | —                              | —              |
| Július 18    | Gelsenkirchen    | Németország      | Veltins-Arena             | Paramore                   | —                              | —              |
| Július 19    | Gelsenkirchen    | Németország      | Veltins-Arena             | Paramore                   | —                              | —              |
| Július 23    | Hamburg          | Németország      | Volksparkstadion          | Paramore                   | —                              | —              |
| Július 24    | Hamburg          | Németország      | Volksparkstadion          | Paramore                   | —                              | —              |
| Július 27    | München          | Németország      | Olimpiai Stadion          | Paramore                   | 148 000 / 148 000              | —              |
| Július 28    | München          | Németország      | Olimpiai Stadion          | Paramore                   | 148 000 / 148 000              | —              |
| Augusztus 1  | Varsó            | Lengyelország    | Nemzeti Stadion           | Paramore                   | —                              | —              |
| Augusztus 2  | Varsó            | Lengyelország    | Nemzeti Stadion           | Paramore                   | —                              | —              |
| Augusztus 3  | Varsó            | Lengyelország    | Nemzeti Stadion           | Paramore                   | —                              | —              |
| Augusztus 15 | London           | Anglia           | Wembley Stadion           | Paramore Sofia Isella      | 753 112 / 753 112              | —              |
| Augusztus 16 | London           | Anglia           | Wembley Stadion           | Paramore Holly Humberstone | 753 112 / 753 112              | —              |
| Augusztus 17 | London           | Anglia           | Wembley Stadion           | Paramore Suki Waterhouse   | 753 112 / 753 112              | —              |
| Augusztus 19 | London           | Anglia           | Wembley Stadion           | Paramore Maisie Peters     | 753 112 / 753 112              | —              |
| Augusztus 20 | London           | Anglia           | Wembley Stadion           | Paramore Raye              | 753 112 / 753 112              | —              |
| Október 18   | Miami Gardens    | Egyesült Államok | Hard Rock Stadion         | Gracie Abrams              | —                              | —              |
| Október 19   | Miami Gardens    | Egyesült Államok | Hard Rock Stadion         | Gracie Abrams              | —                              | —              |
| Október 20   | Miami Gardens    | Egyesült Államok | Hard Rock Stadion         | Gracie Abrams              | —                              | —              |
| Október 25   | New Orleans      | Egyesült Államok | Caesars Superdome         | Gracie Abrams              | —                              | —              |
| Október 26   | New Orleans      | Egyesült Államok | Caesars Superdome         | Gracie Abrams              | —                              | —              |
| Október 27   | New Orleans      | Egyesült Államok | Caesars Superdome         | Gracie Abrams              | —                              | —              |
| November 1   | Indianapolis     | Egyesült Államok | Lucas Oil Stadion         | Gracie Abrams              | 207 000 / 207 000              | —              |
| November 2   | Indianapolis     | Egyesült Államok | Lucas Oil Stadion         | Gracie Abrams              | 207 000 / 207 000              | —              |
| November 3   | Indianapolis     | Egyesült Államok | Lucas Oil Stadion         | Gracie Abrams              | 207 000 / 207 000              | —              |
| November 14  | Toronto          | Kanada           | Rogers Centre             | Gracie Abrams              | —                              | —              |
| November 15  | Toronto          | Kanada           | Rogers Centre             | Gracie Abrams              | —                              | —              |
| November 16  | Toronto          | Kanada           | Rogers Centre             | Gracie Abrams              | —                              | —              |
| November 21  | Toronto          | Kanada           | Rogers Centre             | Gracie Abrams              | —                              | —              |
| November 22  | Toronto          | Kanada           | Rogers Centre             | Gracie Abrams              | —                              | —              |
| November 23  | Toronto          | Kanada           | Rogers Centre             | Gracie Abrams              | —                              | —              |
| December 6   | Vancouver        | Kanada           | BC Place                  | Gracie Abrams              | —                              | —              |
| December 7   | Vancouver        | Kanada           | BC Place                  | Gracie Abrams              | —                              | —              |
| December 8   | Vancouver        | Kanada           | BC Place                  | Gracie Abrams              | —                              | —              |
| Totál        | Totál            | Totál            | Totál                     | Totál                      | 10 168 008 / 10 168 008 (100%) | $2 077 618 725 |

## Törölt koncertek
| Dátum (2024) | Város | Ország   | Helyszín             | Ok            | For.    |
| ------------ | ----- | -------- | -------------------- | ------------- | ------- |
| Augusztus 8  | Bécs  | Ausztria | Ernst Happel Stadion | Terrorveszély | [ 392 ] |
| Augusztus 9  | Bécs  | Ausztria | Ernst Happel Stadion | Terrorveszély | [ 392 ] |
| Augusztus 10 | Bécs  | Ausztria | Ernst Happel Stadion | Terrorveszély | [ 392 ] |

## Közreműködők
A Taylor Swift: The Eras Tour című koncertfilm stáblistája alapján.
- Taylor Swift – vokál, gitár, zongora

Zenekar
- Max Bernstein – zenekarvezető, gitár, billentyűsök, pedal steel
- Matt Billingslea – dobok
- Karina DePiano – zongora
- Amos Heller – basszusgitár, billentyűs basszus
- Mike Meadows – zenekarvezető, gitár, billentyűsök, harmonika, cselló, mandolin, háttérvokál
- Paul Sidoti – gitár
- Jeslyn Gorman – háttérvokál (kivéve a seattle-i, latin-amerikai, tokiói és melbourne-i koncerteken)
- Kamilah Marshall – háttérvokál
- Melanie Nyema – háttérvokál
- Eliotte Woodford – háttérvokál

Táncosok
- Amanda Balen – vezető
- Taylor Banks
- Karen Chuang
- Audrey Douglass
- Tori Evans
- Natalie Lecznar
- Tamiya Lewis
- Sam McWilliams
- Sydney Moss
- Natalie Peterson
- Jan Ravnik
- Kameron Saunders
- Kevin Scheitzbach
- Raphael Thomas
- Whyley Yoshimura

## Lásd még
- A legjövedelmezőbb turnék listája
- A legjövedelmezőbb női turnék listája
- A legkelendőbb turnék listája
- A leglátogatottabb turnék listája